# Imigração italiana no estado de São Paulo

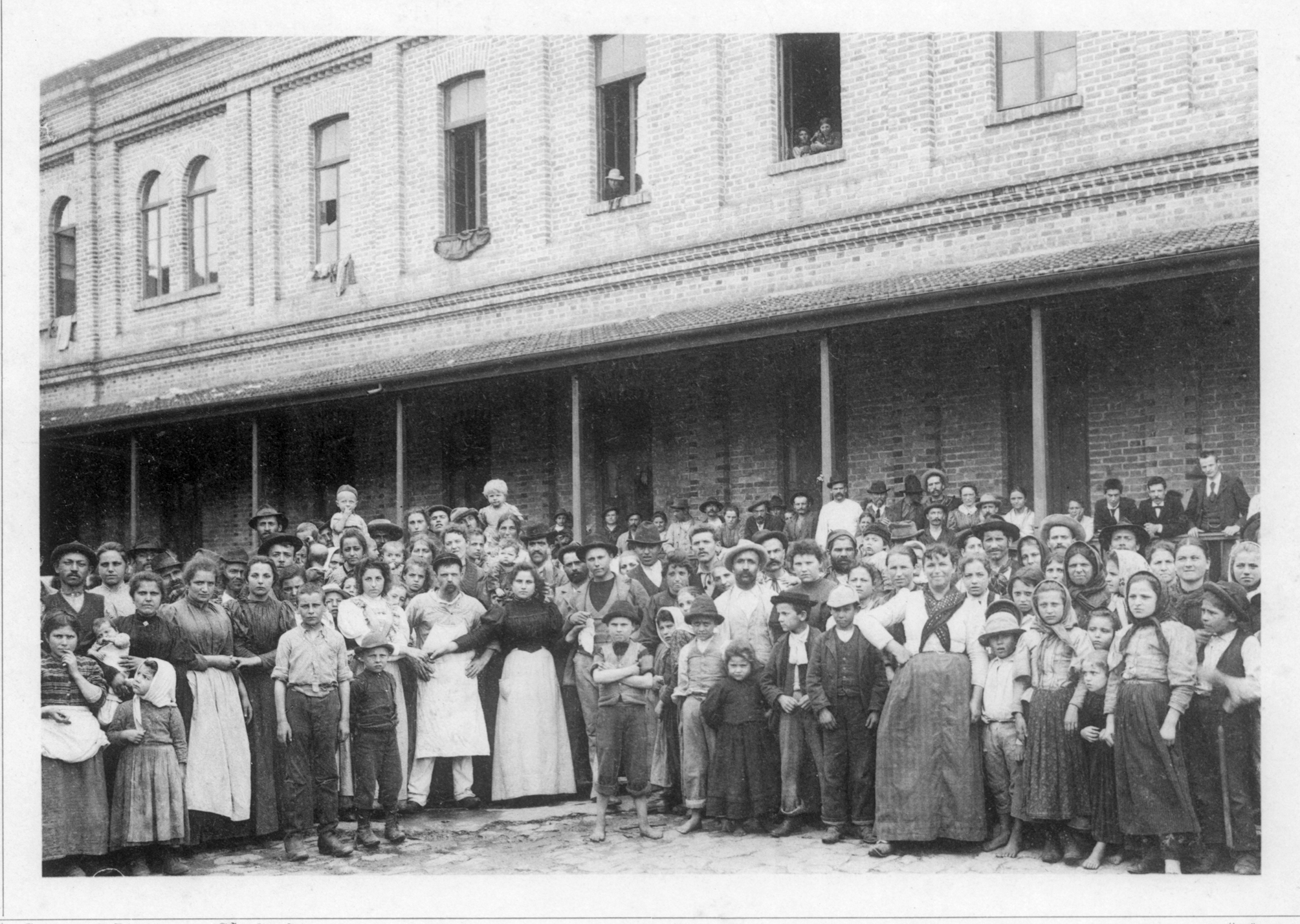
Imigrantes posando para fotografia no pátio central da Hospedaria dos Imigrantes, ca. 1890

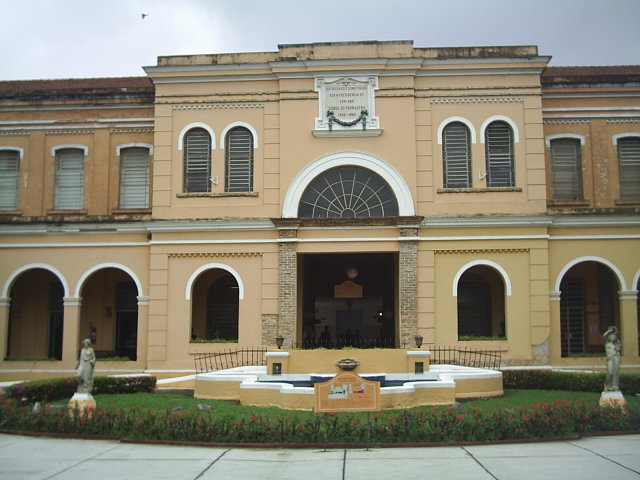
O atual Museu da Imigração do Estado de São Paulo, onde funcionava a Hospedaria dos Imigrantes de São Paulo.

A imigração italiana em São Paulo dá-se, em um primeiro momento, sem uma política definida, mediante iniciativas  de fazendeiros  de  café do  Oeste Paulista, que buscavam alternativas diante da escassez de mão de obra ligada à desagregação do escravagismo no Brasil. Surgem tentativas de apoiar a produção cafeeira na mão de obra livre, sem que todavia houvesse uma  política imigratória definida. Entre 1885 e 1902, essas iniciativas ganham força e define-se afinal uma política de  imigração, visando, em especial, os  italianos, que, nessa época, sofriam os efeitos de uma crise econômica em seu país. Por  fim,  entre  1902 e 1920, consolida-se  a  política imigratória promovida por São Paulo.
Até 1920, o estado de São Paulo havia recebido aproximadamente 70% dos imigrantes italianos no Brasil, totalizando 1.078.437 italianos entrados no estado. O censo de 1920 registrou 398.797 italianos residentes em São Paulo, representando 9% da  população  estadual. A maior parte desse contingente, cuja viagem havia sido subsidiada por fazendeiros e pelo governo brasileiro, destinava-se ao trabalho nas fazendas de café.
São Paulo recebeu imigrantes de diversas regiões da Itália. Nos registros paroquiais de São Carlos, cidade produtora de café no interior de São Paulo, para o período compreendido entre 1880 e 1914, foi registrado que, dentre os italianos que ali se casaram, 29% dos homens e 31% das mulheres eram oriundos do Norte da Itália, sendo o Vêneto a região mais bem representada, com 20% dos homens e 22% das mulheres, seguida pela Lombardia, com 5% dos homens e 6% das mulheres. Os italianos do Sul também eram bastante numerosos, correspondendo a 20% dos homens e 15% das mulheres de nacionalidade italiana. Calábria, com 7% dos homens e 5% das mulheres e Campânia, com 6% dos homens e 5% das mulheres eram as regiões sulistas que mais contribuíram com imigrantes em São Carlos, que ficou conhecida no século XIX como Piccola Italia
Em São Paulo, assim como no resto do Brasil, havia a tendência de os imigrantes do Norte da Itália rumarem para a zona rural, enquanto os do Sul preferiam se dedicar às ocupações urbanas. Isso explica o fato de, na cidade de São Paulo, os meridionais terem dominado bairros inteiros, como foi o caso do Bixiga, do Brás e da Mooca, habitados especialmente por imigrantes oriundos da Calábria e da Campânia.

## Estatísticas

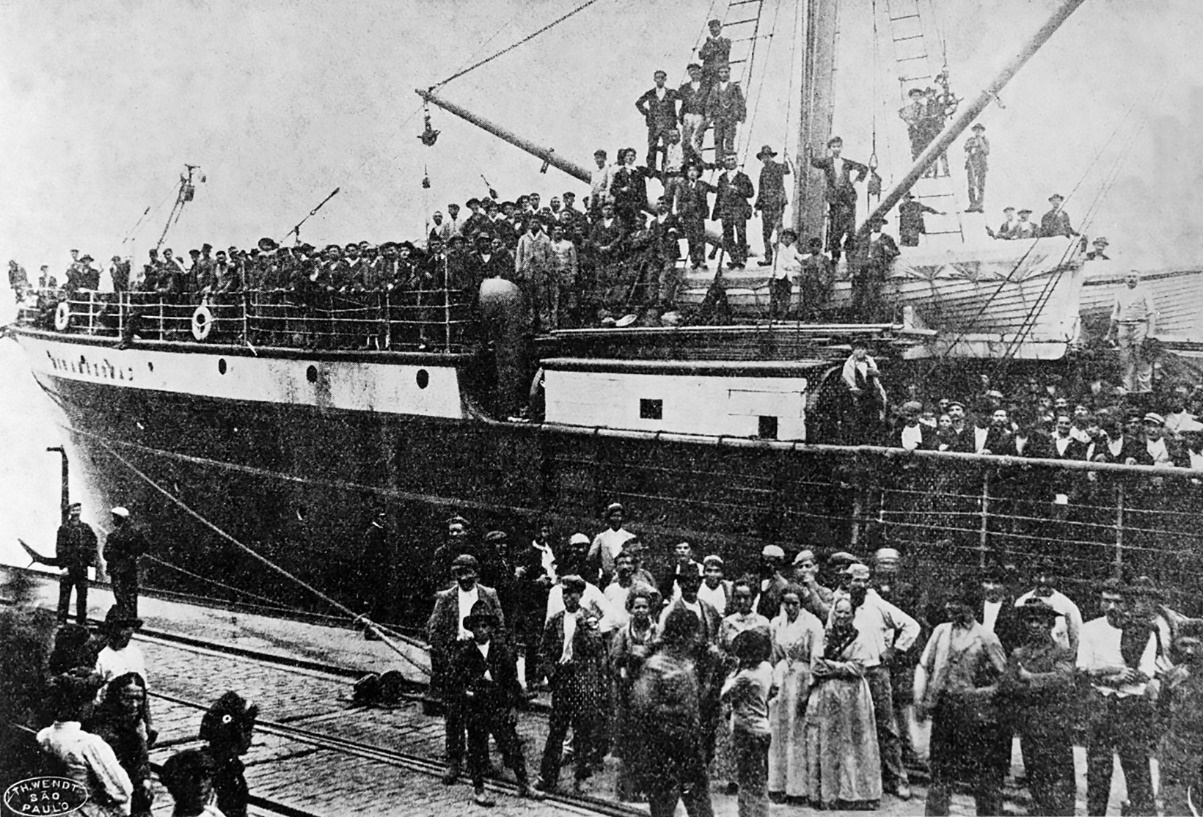
Navio com italianos no Porto de Santos (1907).

Em 1886, viviam no estado de São Paulo 13.490 italianos, número que saltou para 398.797, em 1920, e decresceu para 15.388, em 2010. Entre 1885 e 1934, entraram no estado de São Paulo 929.802 imigrantes italianos, dos quais 46,27% entraram na década de 1890. No mesmo período, entraram em São Paulo 397.657 portugueses, 384.377 espanhóis e 453.439 de outras nacionalidades. Nem todos esses imigrantes permaneceram em São Paulo, pois as taxas de retorno para a Itália e de reemigração para países como a Argentina eram relativamente altas. Em relação à entrada de italianos no estado, os dados estão na tabela abaixo:
| Período   | Número de imigrantes italianos |
| --------- | ------------------------------ |
| 1885–1889 | 137.367                        |
| 1890–1894 | 210.910                        |
| 1895–1899 | 219.333                        |
| 1900–1904 | 111.039                        |
| 1905–1909 | 63.595                         |
| 1910–1914 | 88.692                         |
| 1915–1919 | 17.142                         |
| 1920–1924 | 45.306                         |
| 1925–1929 | 29.472                         |
| 1930–1934 | 6.946                          |
| Total     | 929.802                        |

O censo brasileiro de 1920 contabilizou 558.405 italianos residentes no Brasil, dos quais 71% residiam no estado de São Paulo.  Em 1920, os onze municípios paulistas com mais pessoas nascidas na Itália eram:
| Cidade                | Italianos |
| --------------------- | --------- |
| São Paulo             | 91.544    |
| Campinas              | 15.429    |
| Ribeirão Preto        | 10.907    |
| São José do Rio Preto | 8.278     |
| São Carlos            | 8.235     |
| Piracicaba            | 7.387     |
| Taquaritinga          | 6.831     |
| Jundiaí               | 6.310     |
| Jaboticabal           | 6.237     |
| Monte Alto            | 6.192     |
| Araraquara            | 5.775     |

No início do século XX, em decorrência da crise cafeeira e da proibição da emigração subsidiada para o Brasil por parte do governo italiano, em virtude das péssimas condições de trabalho encontradas pelos italianos no Brasil, ocorreu uma drástica diminuição da entrada dos imigrantes italianos no país. Com a diminuição da chegada de novos imigrantes, a comunidade italiana em São Paulo foi encolhendo: em 1920, moravam no estado 398.797 italianos, número que caiu para 234.550, em 1940, para 173.652, em 1950, e para 108.633, em 1970. Em 2010, os nascidos na Itália somavam apenas 15.388 no estado.
Em 2024, estavam inscritos no consulado italiano de São Paulo 380.000 cidadãos italianos, a grande maioria dos quais são brasileiros descendentes de italianos que reconheceram a sua nacionalidade italiana com base no princípio do ius sanguinis, haja vista que, como explicado, o número de imigrantes nascidos na Itália está em declínio há várias décadas.

## História

### Fatores de expulsão

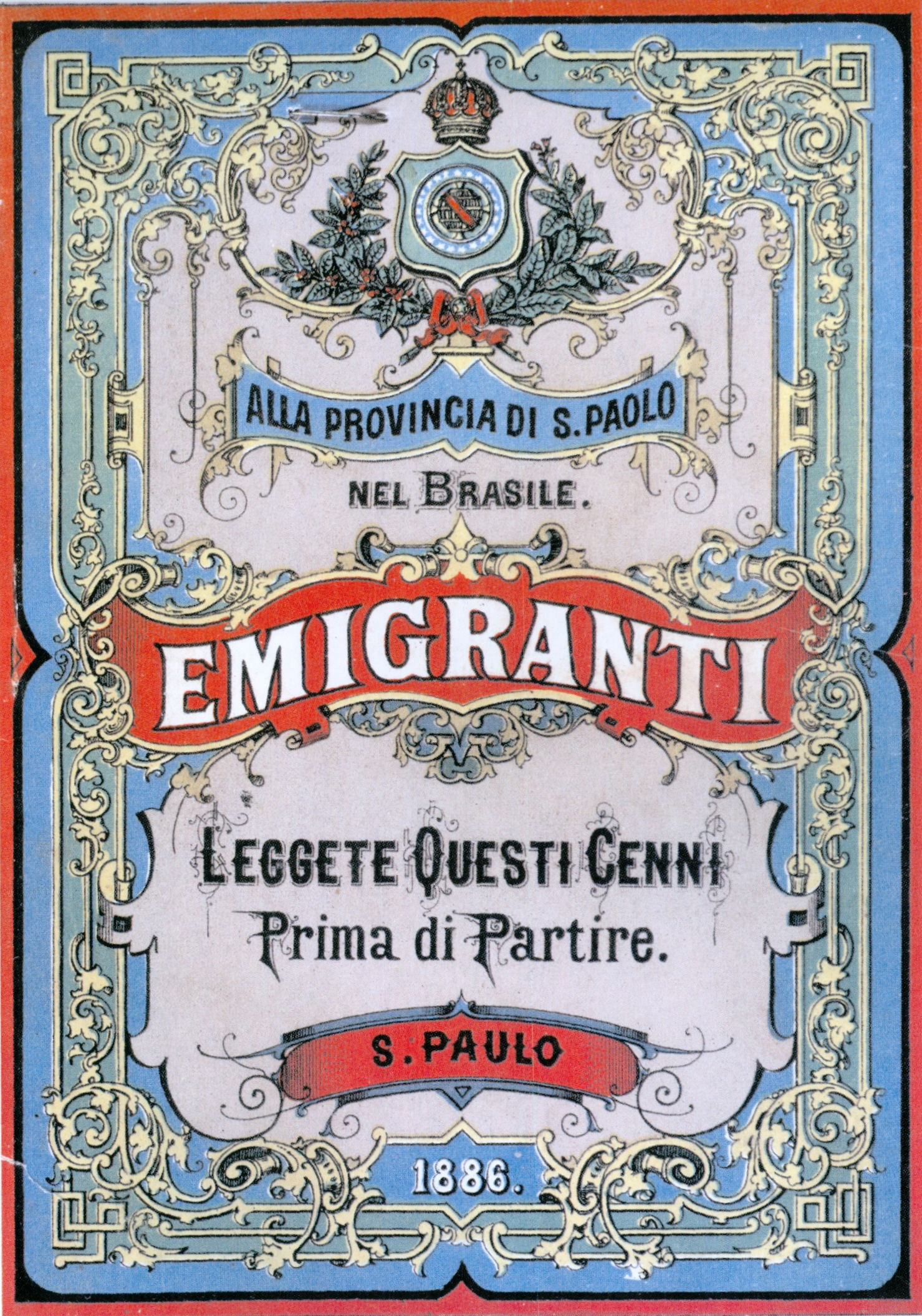
"À Província de S. Paulo, no Brasil. Imigrantes: leiam estas dicas antes de partir. S. Paulo, 1886"

A emigração italiana, especialmente entre 1875 e a Primeira Guerra Mundial, foi impulsionada por uma combinação de fatores econômicos, sociais e demográficos, decorrentes da transição para o capitalismo e da unificação italiana em 1870. No campo, predominavam formas feudais de produção, agravadas por secas, inundações e epidemias, resultando em miséria generalizada. A unificação não melhorou a situação: terras foram confiscadas, impostos elevados (como a taxa sobre a farinha) endividaram pequenos proprietários, e a penetração capitalista concentrou a propriedade nas mãos de grandes latifundiários. Estes, ao oferecerem produtos mais baratos, eliminaram a concorrência dos pequenos produtores, que perderam suas terras — entre 1875 e 1901, 277.759 propriedades foram confiscadas — e se tornaram mão de obra excedente. A situação dos agricultores também piorou devido ao aumento da entrada de produtos agrícolas importados das Américas no mercado europeu, especialmente trigo e milho, que causou uma queda de 28% nos preços dos grãos, entre 1873 e 1888. Muitos agricultores não conseguiam mais competir com os preços baixos dos produtos importados, resultando em endividamento e perda de terras. No Vêneto, por exemplo, onde a polenta era o alimento básico dos camponeses, a dificuldade de competir com os produtos importados gerou uma crise sem igual, levando milhares de famílias a emigrarem.
A lenta industrialização italiana não absorveu essa massa de ex-camponeses, criando uma reserva de trabalhadores desocupados dispostos a emigrar. A crise agrícola dos anos 1880, a queda na mortalidade e a estagnação da natalidade após 1870 aumentaram a pressão demográfica, enquanto a necessidade de "dinheiro vivo", inacessível aos camponeses, os empurrou para a emigração transoceânica. O governo italiano via a emigração como uma "válvula de escape" para aliviar tensões sociais, estimando a necessidade de 200 a 300 mil partidas anuais, embora grandes proprietários temessem a perda de mão de obra barata. Assim, a miséria, a falta de perspectivas e a busca por sobrevivência levaram milhões de italianos a cruzar o oceano.

### O café e a imigração italiana

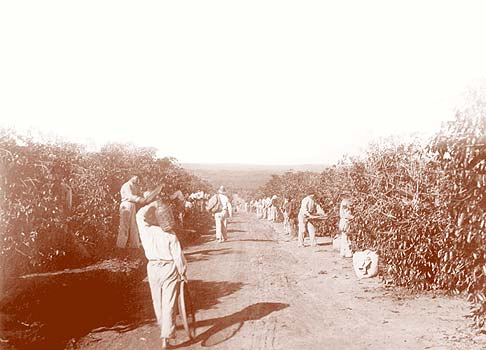
Imigrantes italianos trabalhando numa fazenda de café.

Na década de 1880, o café representava mais de 60% da pauta de exportações brasileiras. Escravos constituíam a maioria da mão de obra nos cafezais. Contudo, em 1888, ocorreu a abolição da escravatura no Brasil, fato que ampliou a necessidade de mão de obra para trabalhar nas fazendas de café, necessidade essa que foi agravada em decorrência da rápida expansão das fazendas de café em direção ao Oeste Paulista. No final da década de 1880, os fazendeiros de café de São Paulo, especialmente no Oeste Paulista, começaram a buscar mão de obra livre apenas às vésperas da abolição da escravatura, quando se tornou evidente que o sistema escravista não se sustentaria. Essa mudança foi impulsionada pelas pressões abolicionistas e pela resistência dos escravos, que dificultavam a manutenção do modelo escravista. Alguns fazendeiros tentaram atrair trabalhadores brasileiros livres, incluindo ex-escravos e outros brasileiros, para suprir a demanda por mão de obra. No entanto, a falta de interesse dos brasileiros, devido às condições precárias de trabalho, como baixos salários, longas jornadas e moradias inadequadas, tornou essa alternativa pouco viável. O cultivo do café, por ser delicado e exigir cuidados minuciosos em todas as etapas, desde o plantio até o beneficiamento, demandava uma grande quantidade de mão de obra. Como resultado, os cafeicultores passaram a priorizar a imigração europeia, especialmente de italianos, incentivada por políticas governamentais que ofereciam passagens de navio pagas.
A chegada massiva de imigrantes criou um excedente de trabalhadores, que competiam entre si, permitindo aos cafeicultores manter salários baixos, mesmo em períodos de alta lucratividade do café (1880-1896). Esse cenário, segundo Lúcio Kowarick, reforçou a dominação da elite cafeicultora sobre os imigrantes, enquanto Michael M. Hall destaca que a renda real dos imigrantes declinou entre 1884 e 1914, dificultando sua organização política no sistema de colonato:
"A imigração em grande escala assegurou um mercado de trabalho saturado, onde a concorrência entre os trabalhadores imigrantes deprimia os salários. Apesar da alta lucratividade do café entre 1880 e 1896, a renda real dos colonos caiu de 1884 a 1914, pois os salários nominais não acompanhavam a inflação e o custo de vida, enquanto os cafeicultores retinham os lucros".
Os cafeicultores exploravam ao máximo a mão de obra dos imigrantes, mantendo-os presos à fazenda, por meio de artimanhas econômicas que os mantinham endividados. O endividamento ocorria por meio da venda de itens básicos aos imigrantes que, privados de acesso a mercados externos, tinham que comprá-los no armazém do fazendeiro, que os vendia a preço acima do valor de mercado.  Essas compras eram feitas a crédito, registradas em cadernetas, fazendo com que os imigrantes acumulassem dívidas difíceis de quitar.  Os fazendeiros também aplicavam multas aos imigrantes, por suposta má execução de tarefas, danos aos cafezais ou por motivos fúteis, gerando um ciclo de dívidas que os impedia de sair da fazenda.  Segundo Lúcio Kowarick:
"O endividamento no colonato funcionava como um mecanismo de controle, restringindo a mobilidade dos imigrantes e perpetuando sua subordinação aos fazendeiros, que se beneficiavam de uma mão de obra abundante e barata".
Além de suprir a demanda por mão de obra nas fazendas cafeeiras e manter os salários baixos, o incentivo à imigração europeia para São Paulo também visava "branquear" a população brasileira, refletindo ideias em voga na época. A chegada massiva de imigrantes era vista como uma forma de "civilizar" o país.
Entre 1886 e 1934, entraram no estado de São Paulo cerca de dois milhões e trezentos mil imigrantes, dos quais quase um terço chegou durante a década de 1890. Entre 1890 e 1902, os imigrantes subsidiados somaram 78% das entradas, porém de 1903 a 1929 os imigrantes espontâneos tornaram-se maioria (69%). Esses imigrantes eram predominantemente europeus, sendo os italianos os mais numerosos, seguidos dos portugueses e espanhóis. Em menor número, chegaram alemães, austríacos, europeus do leste, japoneses (a partir de 1908) e de outras nacionalidades menores.
Após desembarcarem no porto de Santos, os imigrantes tomavam um trem até a Hospedaria dos Imigrantes, situada na capital, onde ficavam alojados e recebiam a visita de latifundiários à procura de trabalhadores. O contrato firmado pelo chefe de família estava baseado no colonato: cada família ficava obrigada a cuidar de um determinado número de pés de café, e recebia, por cada mil pés, uma certa quantia em dinheiro. O contrato reservava aos imigrantes o direito a uma casa e a um quintal, onde podiam criar animais, fazer horta e plantar milho e feijão entre as fileiras dos cafezais que estivessem sob o seu cuidado. Após assinar um contrato de trabalho, as famílias de imigrantes tomavam um trem que os levaria até as fazendas do Oeste Paulista.

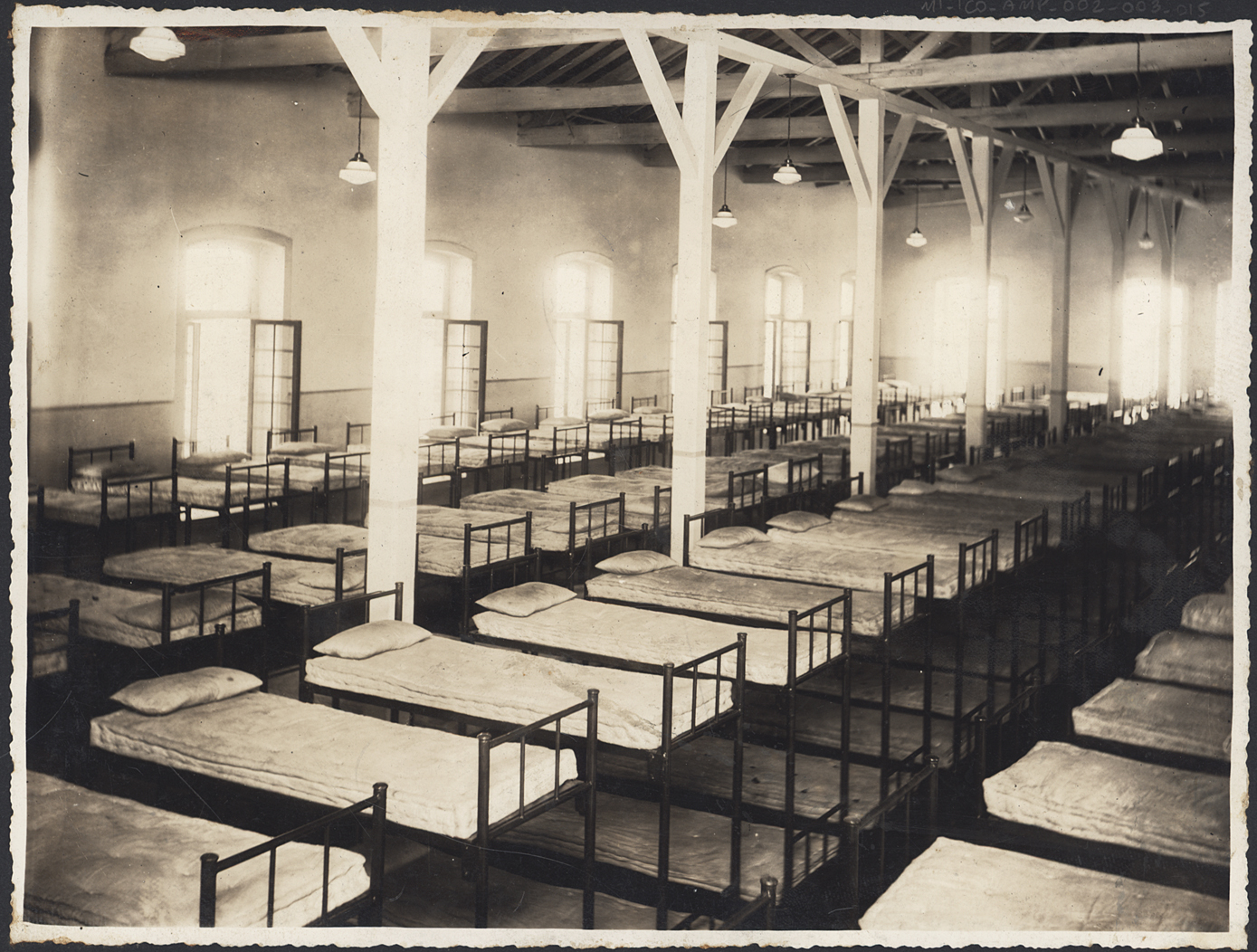
Grande dormitório de leitos duplos; beliches, na Hospedaria dos Imigrantes de São Paulo.

Os imigrantes italianos chegavam ao Brasil motivados pela esperança de uma vida independente em uma terra promissora cheia de oportunidades. Ao desembarcar em uma fazenda de café, todavia, a família logo descobria que o sonho estava longe da realidade, enfrentando condições de trabalho árduas e pouco receptivas. Cada família era designada para cuidar de um número específico de pés de café, sendo responsável por limpar o terreno, remover ervas daninhas e realizar a colheita. Apesar de receberem pagamento por essas tarefas, os colonos viviam em uma situação de grande dependência do fazendeiro. Isolados nas propriedades, só podiam comprar suprimentos nas lojas dos proprietários, o que os mantinha constantemente endividados, já que seus ganhos muitas vezes não cobriam as despesas básicas. A visão escravista dos fazendeiros brasileiros continuava forte, mesmo com o trabalho formalmente livre, e a relação entre patrão e empregado era frequentemente marcada por violência.
As condições de trabalho nas fazendas de café eram muito duras. Eram relativamente poucos os imigrantes que conseguiam juntar dinheiro suficiente para comprar o seu próprio lote de terra. Notícias de que imigrantes italianos estavam sendo explorados nas fazendas de café brasileiras chegaram à Itália e tiveram consequências. Em 1902, o governo italiano proibiu a imigração subsidiada para o Brasil, por meio do Decreto Prinetti. Consequentemente, após 1902 a imigração italiana, que havia sido hegemônica em São Paulo nos anos anteriores, caiu para o terceiro lugar, sendo superada pela imigração de espanhóis e portugueses.

### A preferência pelos italianos
Os imigrantes italianos eram preferidos pelo Brasil, especialmente na lavoura cafeeira de São Paulo, por uma série de razões que atendiam às necessidades econômicas e sociais de mão de obra e da política imigratória da época. Num comunicado de 1897, o então presidente do estado de São Paulo e futuro presidente da República Campos Salles ressaltava que os "povos latinos", como os italianos, "não ambicionam chegar ao país do destino como pequenos proprietários" e aceitavam iniciar como assalariados nas fazendas, com "larga remuneração" e sem dívidas iniciais. Essa disposição prática permitia que acumulassem um "pecúlio" rapidamente, atendendo à necessidade de mão de obra contínua para a lavoura. Diferentemente de imigrantes do norte da Europa, que evitavam a grande lavoura, os italianos eram descritos como "espíritos práticos" e "pouco exigentes", adaptando-se ao sistema de trabalho assalariado sem demandar posse imediata de terras. Os italianos demonstravam ter grande mobilidade, inclusive para os centros urbanos após acumular capital, e a sua mão de obra era vista como positiva no período de prosperidade, justificando sua preferência.

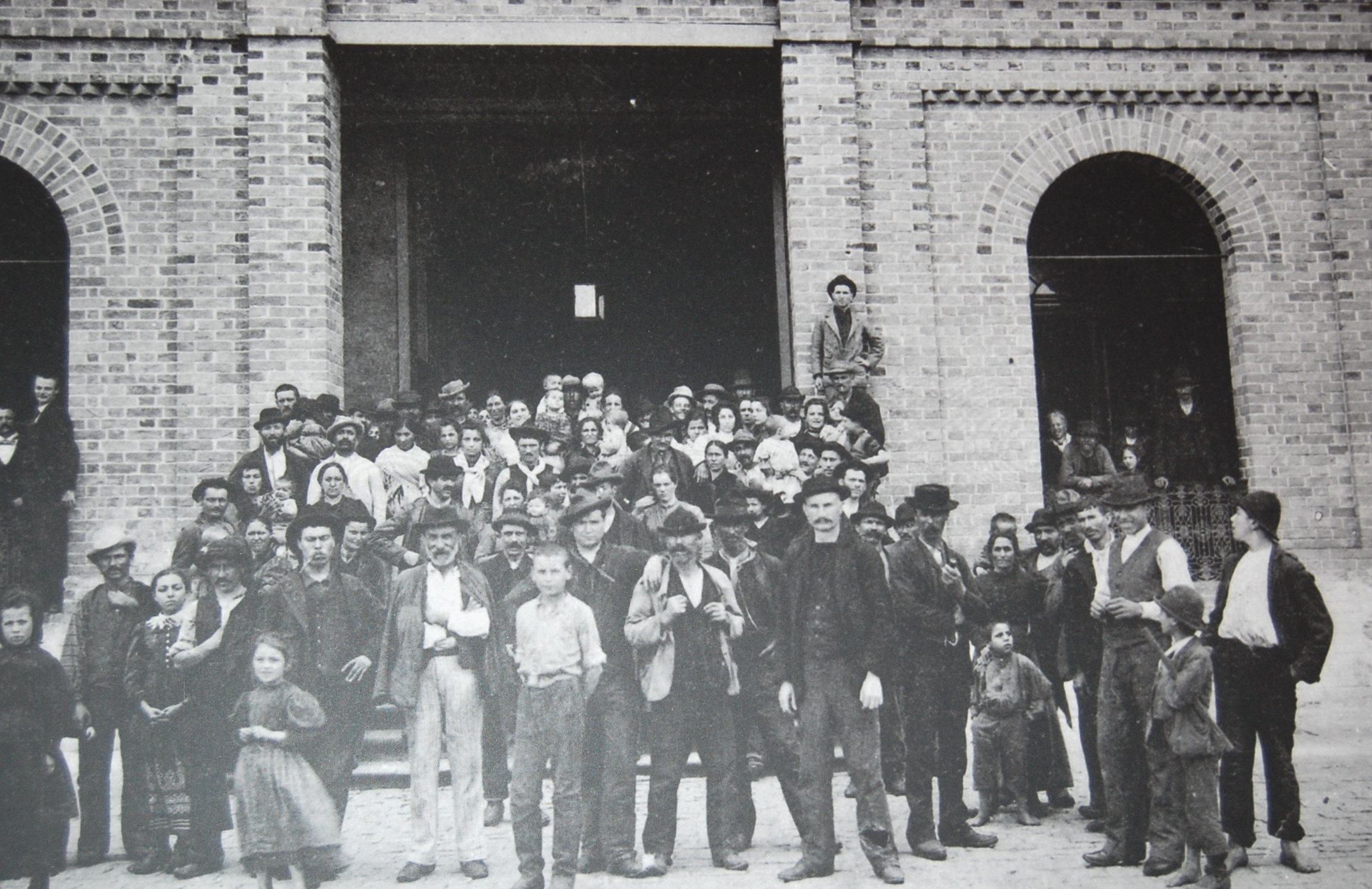
Imigrantes posando para fotografia no pátio central da Hospedaria dos Imigrantes de São Paulo.

Em finais do século XIX, a Itália era capaz de fornecer "contingentes mais elevados de emigrantes" devido à "miséria pungente" e à falta de meios econômicos. Essa abundância de mão de obra disponível, especialmente de operários rurais, tornava os italianos uma fonte confiável e acessível para atender às demandas das fazendas cafeeiras. O Brasil era o único país que concededia aos emigrantes passagens gratuitas, um benefício destacado como atrativo especial para os italianos. Esse incentivo, aliado à promessa de remuneração sem encargos iniciais, tornava os italianos mais propensos a escolher o Brasil em comparação com outros destinos, como os Estados Unidos ou a Argentina.
No mesmo comunicado de 1897, Campos Salles observava que os italianos se fixavam no interior de São Paulo, contribuindo para a colonização de áreas antes despovoadas. Também se considerava que os imigrantes eram "despesas reprodutoras", com cálculos mostrando o aumento da riqueza gerado por cada imigrante, reforçando a preferência por um grupo que impulsionava tanto a lavoura quanto o desenvolvimento geral.
Durante o "período áureo" da produção de café no Brasil (1891-1897), os interesses dos fazendeiros e dos imigrantes italianos convergiam para a expansão dos cafezais. Os italianos aceitavam o sistema de substituição contínua de mão de obra, saindo das fazendas após acumular recursos, o que era funcional para a monocultura em tempos de prosperidade.
A eficiência da mão de obra italiana nas fazendas de café acarretou maior produtividade. Mauricio Font destaca que, em 1905, fazendas com maioria de colonos italianos produziam aproximadamente 11,2 milhões de sacas de café (70% da produção de São Paulo), com uma produtividade por hectare de 1.200 a 1.300 quilos, cerca de 20-30% superior aos 900 a 1.000 quilos por hectare das fazendas com trabalhadores não italianos. Segundo Font, os imigrantes italianos traziam consigo experiência em agricultura intensiva, com técnicas de manejo do solo e cultivo que resultavam em rendimentos significativamente maiores por hectare. Além disso, os italianos tendiam a abandonar menos as fazendas quando comparados a outros grupos, de modo que as fazendas que empregavam italianos registravam 50% menos absenteísmo, o que garantia a continuidade do trabalho. A eficiência da mão de obra italiana também é constatada por Warren Dean que, ao analisar a produção de café em Rio Claro em 1890, constatou que fazendas com trabalhadores italianos colhiam 30% mais café por hectare (1.200 quilos) do que aquelas com trabalhadores brasileiros (900 quilos), com cada família italiana produzindo 1,5 a 3 toneladas de café por ano. Segundo Warren, a maior eficiência da mão de obra italiana se deve a técnicas agrícolas superiores e ao sistema de colonato, que envolvia o trabalho familiar.
Francisco Vidal Luna e Herbert S. Klein reforçam que, em regiões como Campinas, Ribeirão Preto e São Carlos, os colonos italianos, especialmente os do Vêneto e da Lombardia, que traziam consigo experiência prévia em terrenos montanhosos, usavam ferramentas manuais mais eficientes, como enxadas adaptadas, fato que facilitava o manejo das lavouras em áreas de relevo acidentado de São Paulo. Segundo os autores, fazendas com trabalhadores italianos garantiam a sobrevivência de cerca de 95% dos pés de café plantados, em comparação com 85% das fazendas sem trabalhadores italianos, bem como renovavam os cultivos com uma eficiência 10-15% maior.
Assim, o imigrante italiano, apesar de não ser o "mais branco e instruído", era visto pelas autoridades brasileiras como o imigrante ideal para atender às demandas do Brasil, tanto do ponto de vista econômico quanto demográfico. Sua língua, religião e costumes, próximos aos do povo brasileiro, tornavam a assimilação do imigrante italiano mais fácil na sociedade brasileira, quando comparado a outros grupos estrangeiros de culturas mais distantes da brasileira, como o alemão ou o japonês. 

### Estrutura, trabalho e organização nas fazendas de café
As fazendas de café brasileiras eram estruturas agrárias complexas, que incluíam a residência do fazendeiro e de seu administrador, as moradias dos colonos, os engenhos, o terreiro, a venda, a mercearia, o bazar e, em alguns casos, uma igreja e uma escola. As casas dos colonos, geralmente construídas com materiais simples como barro, taipa ou madeira, muitas vezes não tinham piso ou forro. Atrás dessas moradias, os colonos dispunham de pequenas faixas de terra para cultivar hortas e criar animais, como galinhas e porcos. As fazendas do Oeste Paulista eram latifúndios, com tamanhos médios de 300 a 600 alqueires (um alqueire paulista equivalia a 2,42 hectares), mas propriedades de elite podiam atingir até 3.000 alqueires. Cada fazenda exigia uma média de 50 a 200 trabalhadores, incluindo famílias de colonos (homens, mulheres e crianças), enquanto grandes latifúndios podiam mobilizar até 500 ou 600 trabalhadores, durante a safra.

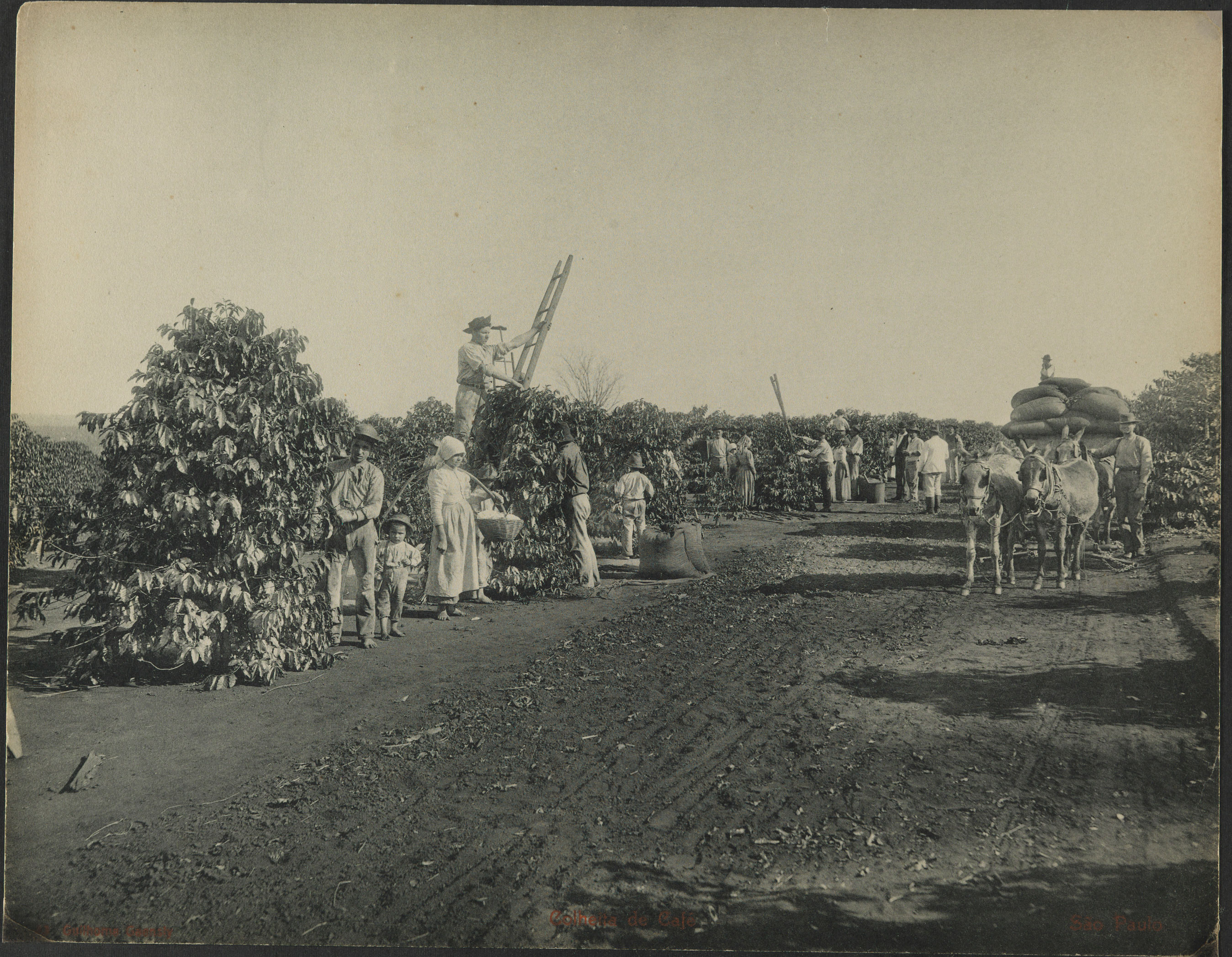
Fotografia de imigrantes trabalhando numa fazenda de café, em 1902. Nota-se a presença de homens, mulheres e crianças durante o trabalho.

A organização das fazendas era marcada por uma disciplina rigorosa. O toque do sino, pela manhã e à noite, determinava o início do dia de trabalho e o momento de silêncio. O fazendeiro exercia um controle quase absoluto, sendo necessário seu aval para diversas atividades, inclusive para que os colonos deixassem as terras da fazenda. Os imigrantes enfrentavam condições precárias, como a ausência de contratos formais, atrasos ou falta de pagamentos e um sistema de multas aplicado por infrações, como faltas ao trabalho ou negligência nas tarefas. Todos os membros da família dos italianos trabalhavam, inclusive mulheres e crianças, que desempenhavam papéis essenciais, contribuindo diretamente para a colheita e o processamento do café. O trabalho infantil, frequentemente começando aos sete ou oito anos de idade, era considerado uma parte integrante do esforço coletivo da família.
O trabalho na colheita e o beneficiamento do café exigiam perícia prática dos imigrantes. A colheita manual seletiva, focada nos grãos maduros (cereja), requeria habilidade visual e destreza, para garantir a qualidade do produto final, enquanto o beneficiamento, incluindo lavagem e secagem em terreiros, demandava cuidado para evitar fermentação ou umidade. Os imigrantes eram vigiados por capatazes durante o trabalho e podiam ser punidos com multas e descontos salariais, caso cometessem erros ou fossem considerados negligentes com as tarefas.
O isolamento geográfico das fazendas tinha impactos sociais e culturais. O pesquisador Eugenio Bonardelli destacou o declínio moral dos imigrantes italianos, atribuído à distância das cidades e à falta de acesso a livros, jornais ou influências educativas. Ele apontava que a ausência de escolas e igrejas prejudicava especialmente as crianças, que cresciam sem instrução formal ou contato com instituições, como a escola, a igreja ou a vida pública, correndo o risco de se tornarem uma geração marginalizada no estado de São Paulo.

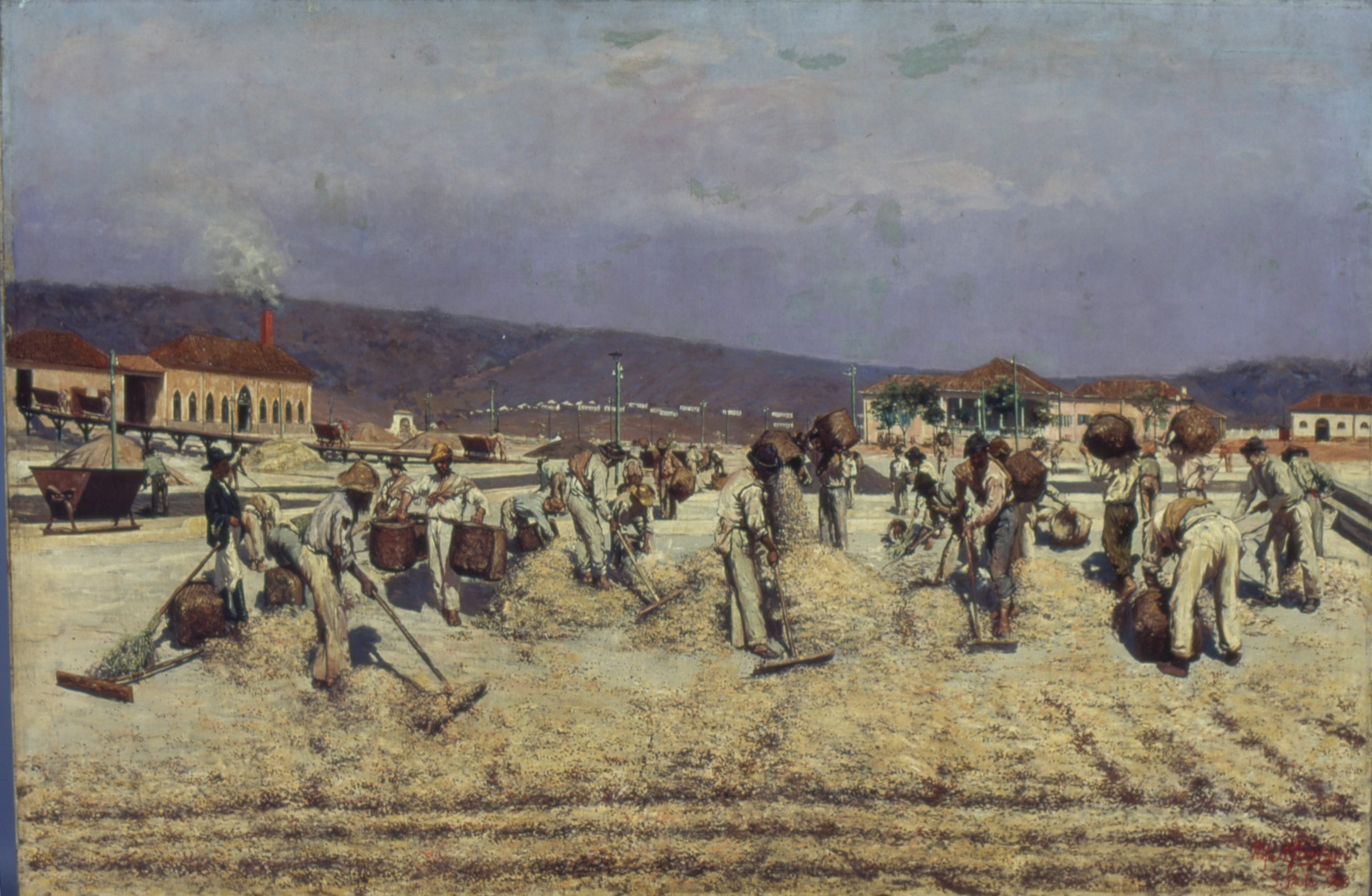
O Terreiro, pintura de 1903 de Antonio Ferrigno, que retrata trabalhadores secando os grãos de café. Erros na execução das tarefas podiam render multas e descontos salariais aos imigrantes, havendo também registros de açoitamentos por chicote realizados por capatazes das fazendas.

Os italianos muitas vezes enfrentavam condições de trabalho brutais, frequentemente marcadas por violência física, como chicotadas, usadas por fazendeiros e capatazes para impor disciplina no sistema de colonato. Esses abusos foram denunciados por autoridades diplomáticas italianas e se tornaram motivo de tensões entre os dois países. O cônsul italiano Rodolfo Barbieri, em 1887, relatou que era comum o uso de "chicotadas, palmatória e outros castigos corporais" como forma de disciplina. Em outro relatório, o comissário de imigração Ruy Barbieri afirmou que, em muitas fazendas, o tratamento dado aos colonos não diferia muito do que se dava aos escravos.
Por volta de 1890, o imigrante Andrea Pozzobon, colono em Araraquara, escreveu uma carta para familiares na Itália, na qual descreve que um companheiro de trabalho foi chicoteado por não colher café suficiente, relatando que os italianos eram tratados "como bestas" e submetidos a castigos físicos. Um depoimento registrado na Hospedaria dos Imigrantes em 1892 relata que um italiano foi chicoteado por um capataz da fazenda, por estar doente e incapaz de trabalhar, sendo tratado "como escravo". O jornal Fanfulla, em 1897, denunciou o caso de um italiano em Campinas, "severamente castigado com chicote", por exigir pagamento justo, destacando que as autoridades brasileiras nada fizeram, o que gerou indignação na comunidade italiana. Um relatório consular italiano de 1896 documenta que colonos em fazendas de Ribeirão Preto eram submetidos a "castigos corporais, como chicotadas, semelhantes aos infligidos aos escravos".  Um caso grave ocorreu em 1900, em Rio Claro, quando o fazendeiro Diogo Salles, irmão do presidente da República Campos Salles, foi assassinado por um colono italiano, após Diogo tentar abusar sexualmente das irmãs do colono, levando à abertura de um inquérito policial que expôs as tensões entre italianos e fazendeiros.  Apesar desses incidentes, as autoridades brasileiras raramente puniam os fazendeiros, refletindo a perpetuação de práticas escravistas e a inação do poder público.
Thomas Holloway menciona que, em cidades cafeeiras como Ribeirão Preto e São Carlos, os fazendeiros dominavam as câmaras municipais. Em 1900, mais de 80% dos vereadores em regiões cafeeiras eram proprietários de terras ou seus aliados diretos:
"Os grandes fazendeiros de café não eram apenas proprietários de terras, mas também figuras centrais na política local. Como vereadores ou líderes de câmaras municipais, eles controlavam as decisões que afetavam suas comunidades, desde a alocação de recursos até a aplicação da lei, garantindo que seus interesses econômicos fossem protegidos (...) Quando os colonos italianos tentavam organizar greves ou protestos contra as condições de trabalho, enfrentavam repressão imediata. A aliança entre os fazendeiros e as autoridades locais garantia que tais movimentos fossem rapidamente sufocados, mantendo o status quo".

### Condições econômicas antes da crise cafeeira
Os imigrantes que iam para as fazendas de café paulistas objetivavam trabalhar alguns anos como colonos, para fazer uma poupança que fosse suficiente para comprar um pedaço de terra, investir num pequeno negócio nas cidades ou mesmo retornar à Europa e desfrutar de uma vida confortável. Para isso, eles se dispunham a reduzir seu padrão de vida por alguns anos, trabalhando duro, em troca de recursos suficientes para alcançar seus objetivos econômicos. No entanto, não há consenso entre os estudiosos sobre a mobilidade social dos imigrantes em São Paulo, especialmente no que diz respeito à transição de colonos para proprietários de terra. Os autores pessimistas argumentam que os baixos salários e o alto preço das terras tornavam difícil o acesso à propriedade, sendo mais provável que os imigrantes que compraram terras já tivessem algum capital prévio ou tivessem passado um tempo nas áreas urbanas antes de retornarem ao campo. Visões mais otimistas destacam que a possibilidade de cultivar pequenas roças dentro das fazendas ajudava os imigrantes a acumular recursos.
Primeiramente, é necessário comparar a vida econômica que os imigrantes levavam na Itália com aquela existente nas fazendas de café de São Paulo. A tabela abaixo compara a situação econômica dos imigrantes italianos na Itália (1870-1890) e em São Paulo (1886-1890), destacando salários, benefícios e condições de vida:
| Aspecto                 | Zona rural da Itália (1870-1890)                                                  | São Paulo - Fazendas de café (1886-1890)                                                                        |
| ----------------------- | --------------------------------------------------------------------------------- | --- |
| Salários Nominais       | 0,5-0,8 liras/dia (sul); 1,0-1,5 liras/dia (Vêneto)                               | 2-5 liras/mês (0,07-0,17 liras/dia)                                                                             |
| Salários Reais          | Estagnados, insuficientes para cobrir necessidades básicas devido à crise agrária | Baixos, mas complementados por benefícios, como moradia e cessão de terras para cultivo                         |
| Benefícios Adicionais   | Pagamento em espécie (polenta, grãos), sem acesso a terras                        | Moradia gratuita fornecida pelo fazendeiro, lote para cultivo de subsistência, possível venda de excedentes     |
| Condições de Trabalho   | Desemprego sazonal, jornadas longas, precariedade devido à crise agrária          | Jornadas de 12-14 horas diárias, contratos longos de colonato, mas com risco de endividamento                   |
| Acesso a Terras         | Restrito, com fragmentação fundiária (norte) ou latifúndios (sul)                 | Promessa de terras (raramente cumprida), acesso a lotes para cultivo durante a vigência do contrato de colonato |
| Perspectivas Econômicas | Estagnação, miséria rural agravada pela concorrência das importações das Américas | Demanda constante por mão de obra, promessa de ascensão social (muitas vezes ilusória)                          |

Embora os salários nominais diários fossem mais baixos em São Paulo em comparação com a Itália, os benefícios não monetários, como moradia gratuita oferecida pelo fazendeiro e a possibilidade de cultivar alimentos para proveito próprio (milho, feijão) reduziam os gastos essenciais, tornando as condições aparentemente mais favoráveis. Além disso, a propaganda feita na Itália para atrair os imigrantes prometia a possibilidade de adquirir terras num futuro, algo praticamente inalcançável na Itália, devido à fragmentação fundiária e ao sistema de mezzadria.
As condições financeiras dos colonos italianos que trabalhavam em fazendas de café estavam intrinsecamente ligadas aos preços do café. No período de altas do preço (1887-1896), uma arroba de café (60 kg) valia cerca de 60 liras, permitindo, segundo Antonio Franceschini, que os imigrantes italianos acumulassem economias e mantivessem um padrão de vida razoável. Franceschini, em seus relatos sobre São Paulo, observou que, nos períodos de alta no preço do café, os fazendeiros pagavam os salários dos imigrantes regularmente, e uma família com dois ou três trabalhadores adultos podia economizar entre 4.000 e 5.000 contos de réis (aproximadamente 5.000 a 6.000 liras) após cinco anos de trabalho em fazendas, valor suficiente para comprar um pequeno terreno e se tornar independente. Uma quantidade expressiva de colonos, de fato, conseguiu comprar terras ou formar um pecúlio, melhorando sua condição social. Cada imigrante cuidava, em média, de 2.500 pés de café, recebendo 80.000 réis por 1.000 pés, além de pagamento por alqueire (50 litros) de café colhido. A família também cultivava milho e feijão e criava animais. Uma família de colonos com dois trabalhadores e uma mulher responsável pelas tarefas domésticas podia ter uma renda de aproximadamente 750.000 réis. Os custos de vida (alimentação, vestuário, moradia e outros) somavam cerca de 550.000 réis, resultando numa economia média de 200.000 réis por ano. Contudo, esses valores variavam, devido à instabilidade dos preços dos alimentos e do café, e nem sempre os fazendeiros remuneravam os serviços extras.

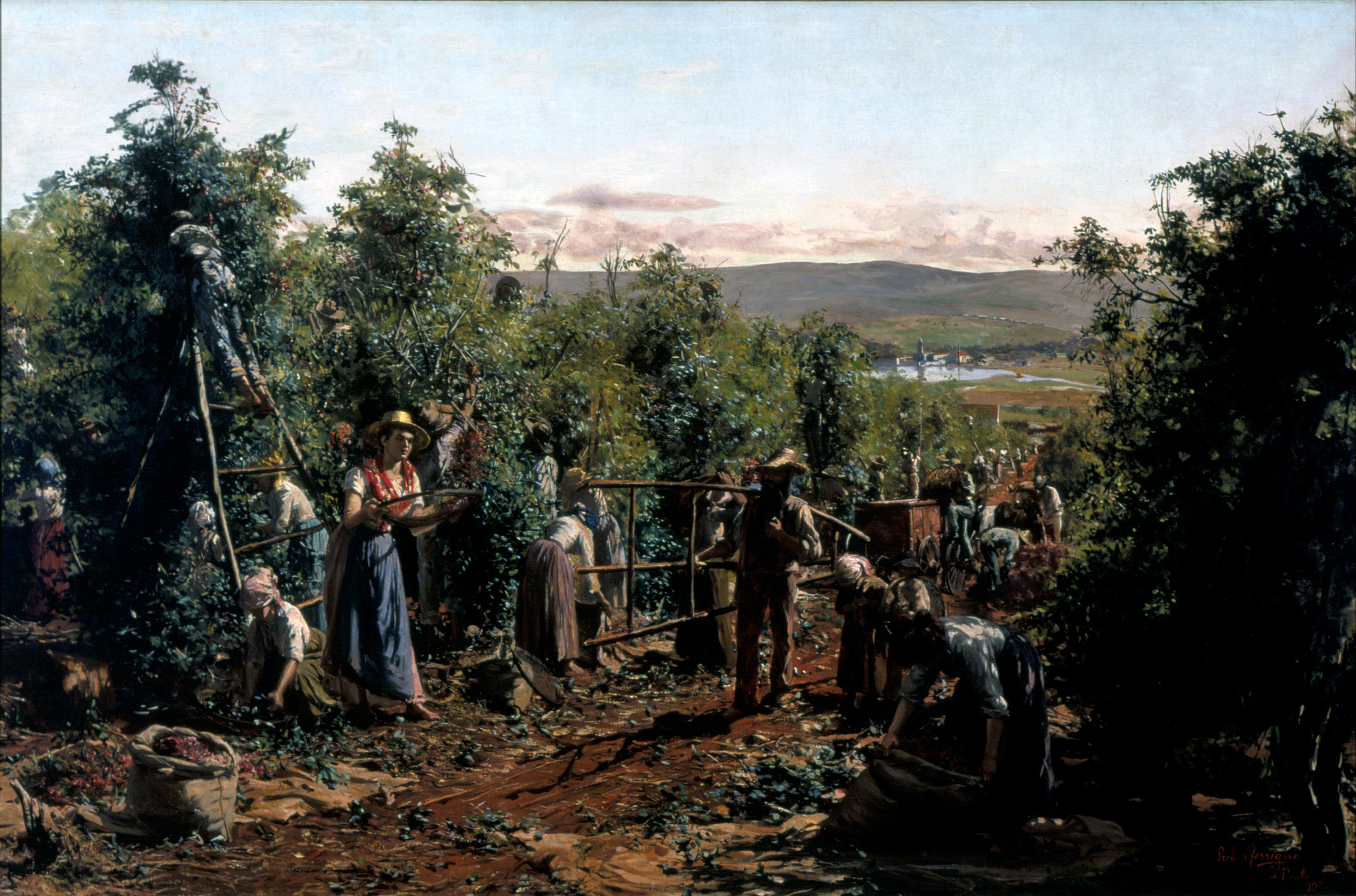
A Colheita, pintura de 1904 de Antonio Ferrigno, que retrata o trabalho numa fazenda de café.

Segundo Thomas Holloway, uma família típica de colonos italianos, com dois adultos responsáveis por cultivar entre 2.500 e 5.000 pés de café cada, conseguia obter uma renda anual de cerca de 200.000 a 300.000 réis no final do século XIX, variando conforme a produtividade do café e os preços no mercado. Contudo, os custos essenciais para a subsistência, como alimentação, roupas e outras necessidades, chegavam a aproximadamente 550.000 réis por ano para uma família de cinco ou seis membros. Em anos favoráveis, uma família trabalhadora poderia economizar entre 50.000 e 200.000 réis, mas em períodos de baixa produção ou preços desfavoráveis, era comum que terminassem a safra com dívidas. 
Ainda segundo Holloway, dos imigrantes italianos que entraram em São Paulo entre 1886 e 1900, apenas uma pequena parcela — estimada em menos de 10% — conseguiu efetivamente se tornar proprietária de terra, até 1914. Em áreas como o Oeste Paulista, incluindo Campinas e Ribeirão Preto, cerca de 8 mil famílias italianas alcançaram a condição de pequenos proprietários, até o ano de 1900. No entanto, a maior parte dos imigrantes permaneceu na condição de colono ou acabou se transferindo para as cidades, pressionada por dívidas contraídas com os fazendeiros e pelo aumento no valor das terras.  Warren Dean, em pesquisas em Rio Claro, encontrou que somente 5% dos colonos italianos (aproximadamente 1.500 famílias) conseguiram comprar terras, entre 1886 e 1900. Ele aponta que os altos preços da terra e os contratos de colonato, que muitas vezes deixavam os imigrantes endividados, tornavam difícil aos imigrantes comprar terras. Segundo um estudo publicado pela Cambridge:
"Embora a propaganda brasileira prometesse terras aos imigrantes italianos, a realidade em São Paulo era diferente. Entre 1886 e 1910, cerca de 10.000 famílias italianas (aproximadamente 50.000 indivíduos) adquiriram terras no estado, representando menos de 6% dos imigrantes. A maioria permanecia presa a contratos de colonato, com dívidas que dificultavam a poupança necessária para comprar terras". 

### A crise cafeeira e a deterioração das condições
A superprodução de café a partir de 1896 levou a um aumento na oferta e, consequentemente, a uma queda nos preços, que caíram para 35 a 40 liras por arroba. O declínio da lucratividade do café fez com que os cafeicultores reduzissem os salários dos colonos. Em Ribeirão Preto, os salários nominais dos colonos, que, em 1890, oscilavam entre 70.000 e 90.000 réis, pelo cultivo de 1.000 pés de café, e 500 réis, pela colheita de um alqueire, caíram, em 1903, para 50.000 a 70.000, pelo cultivo, e 300, pela colheita. Essa crise desestabilizou as finanças dos colonos, que, iludidos pela prosperidade anterior, muitas vezes não pouparam, acreditando que a bonança seria permanente. Segundo Antonio Franceschini, antes da crise, os colonos tinham poder de compra para adquirir produtos importados, como vermute, licores e espumantes, mas, com a crise, passaram a consumir apenas cachaça, refletindo a queda drástica no seu padrão de vida.
Relatórios do "Commissariato dell’Emigrazione", de 1905, indicaram que, apesar da crise, os colonos ainda encontravam formas de complementar a renda, cultivando milho, feijão, arroz e criando aves, porcos ou até vacas. Muitos imigrantes preferiam fazendas que permitissem essas atividades, mesmo com salários menos garantidos, em vez de fazendas com melhores salários, mas que proibissem cultivos ou criações paralelas. Estima-se que uma família de três ou quatro trabalhadores ainda conseguia economizar cerca de 300.000 réis por ano (equivalente a 350 liras), somando os ganhos de trabalhos extras.
Arrigo de Zettery, em suas análises, descreveu a situação no núcleo colonial de Thimbuì, onde os colonos, esperançosos por uma recuperação no preço do café, endividavam-se com os donos das vendas para comprar itens básicos, como alimentos. Ele comparou esse ciclo de dívidas ao “peixe grande que come o peixe pequeno”, já que pequenos proprietários, incapazes de saldar seus débitos, hipotecavam suas terras e acabavam se tornando meeiros. Os imigrantes que foram econômicos e perseverantes durante os tempos de prosperidade conseguiram resistir à crise, enquanto a maioria, menos previdente, acumulava dívidas e perdia suas propriedades para credores.

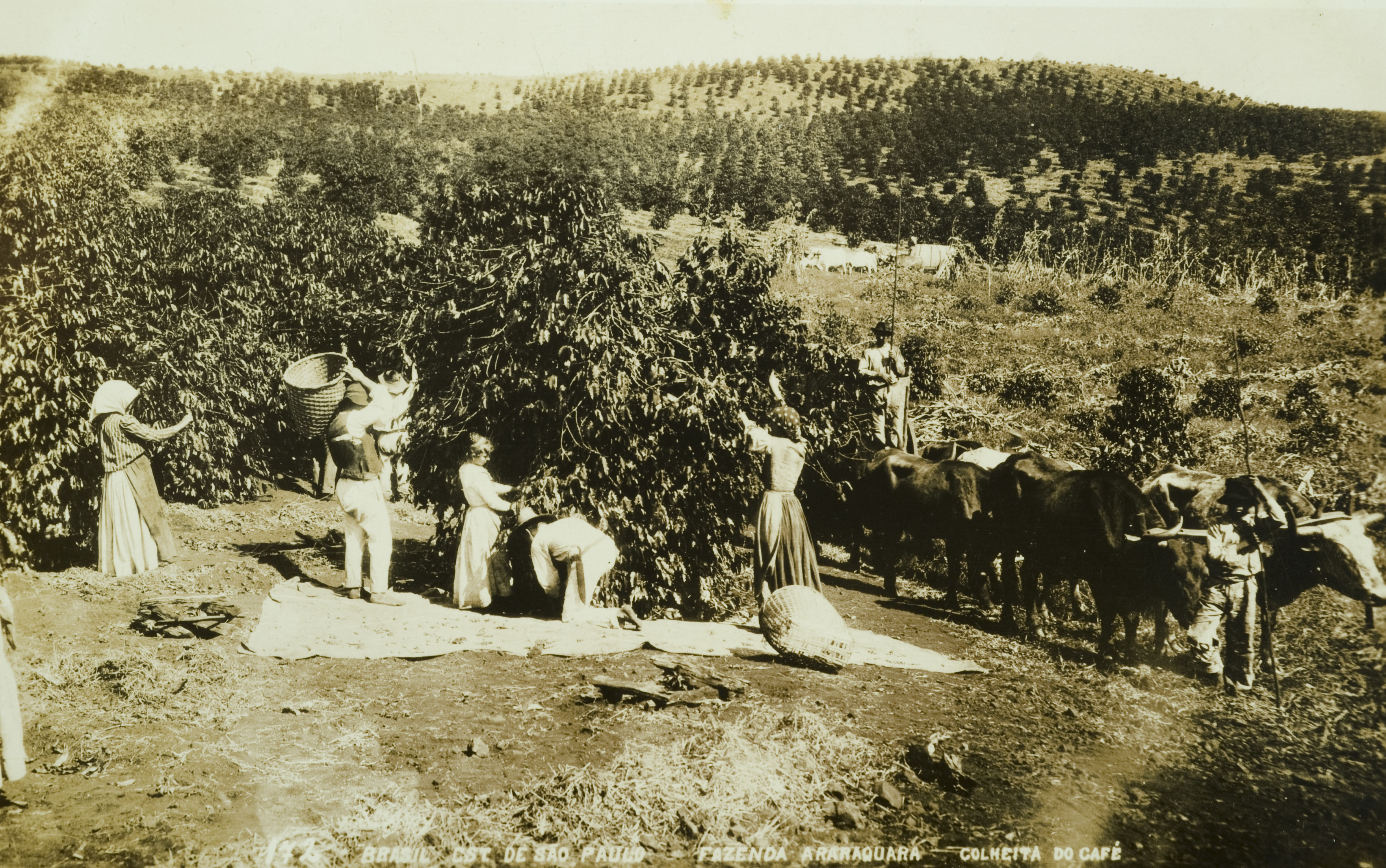
Fotografia de imigrantes realizando a colheita do café, em Araraquara.

A crise do café impactou profundamente todos os aspectos da vida dos imigrantes italianos, independentemente de viverem em fazendas ou núcleos coloniais. Eles enfrentavam a ausência de apoio governamental, infraestrutura precária, falta de estradas, moradias inadequadas, assistência médica inexistente e acesso limitado à educação. A alimentação também foi afetada, com os colonos reduzindo gastos e consumindo dietas insuficientes, o que agravava problemas de saúde, como anemia intertropical e malária, especialmente nas regiões de mata tropical das fazendas. Essas doenças eram mais graves nas fazendas do que nos núcleos coloniais, onde as condições econômicas eram ligeiramente melhores.
Além da redução ou ausência de pagamento dos salários, os imigrantes enfrentavam abusos. Em algumas fazendas, os fazendeiros tornaram-se mais autoritários, recorrendo à violência e restringindo o acesso de estranhos às propriedades, para ocultar maus-tratos. Os colonos eram obrigados a trabalhar longas jornadas, das cinco da manhã às sete da noite, muitas vezes sob chuva, e podiam ser punidos com prisão ou castigos físicos ao tentarem fugir ou reclamar. As condições de vida eram tão precárias que doenças, como anemia e febre amarela (que causava palidez e icterícia) se espalharam entre os imigrantes, em proporções comparáveis à pelagra nas regiões rurais do norte da Itália.
A baixa do preço do café gerou "descontentamento" entre os imigrantes italianos, que esperavam remuneração suficiente para formar seu pecúlio. Segundo relatório publicado em 1899, "Em 1896 os colonos, trabalhadores do café, transportaram e remeteram de todos os centros da cultura cafeeira, 50 mil contos de réis (...) A sexta parte da produção do café foi retirada do Brasil", sugerindo o início de tensões econômicas que se agravaram nos anos seguintes.
A crise agravou a situação econômica dos italianos, com os fazendeiros reduzindo os salários ou deixando de pagar os colonos para cortar custos. Segundo relatos da época, a falta de pagamento era frequente, o que deteriorava significativamente a qualidade de vida nas fazendas. Além disso, o sistema de multas tornou-se mais comum, impactando ainda mais a vida dos imigrantes.
Em 1899, uma reunião de fazendeiros propôs "o restabelecimento da corrente imigratória, ao menos para preencher os claros abertos pelas repatriações", indicando que os conflitos já estavam resultando em saídas significativas de imigrantes do Brasil. Entre 1899 e 1900, observa-se um déficit migratório (entradas menores que saídas: 31.172 entradas e 31.319 saídas em 1899; 22.802 entradas e 27.917 saídas em 1900), evidenciando um ponto de ruptura nas relações.

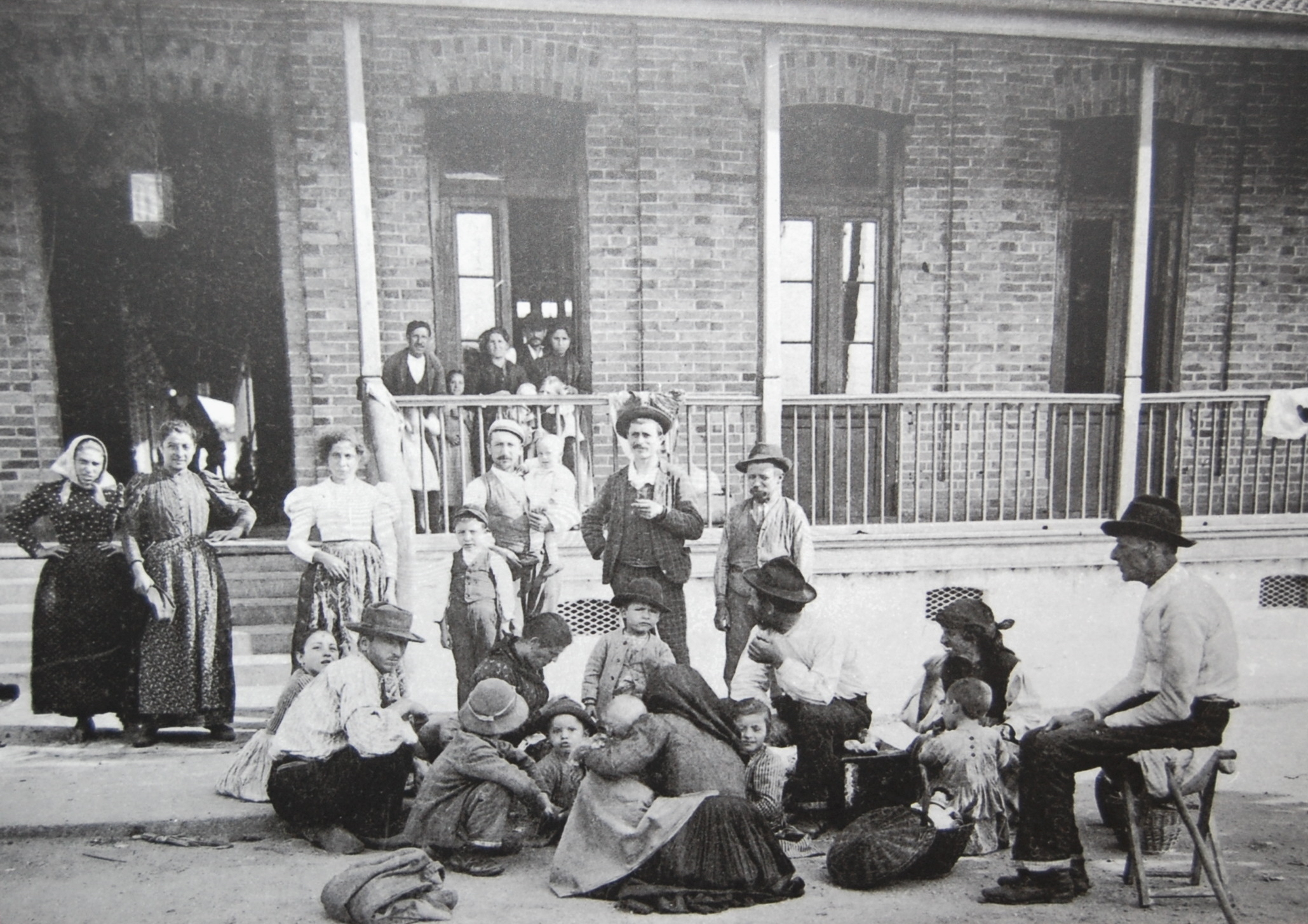
Imigrantes no pátio central da Hospedaria dos Imigrantes de São Paulo.

Uma proposta apresentada em 1904 à Sociedade Paulista de Agricultura comenta explicitamente os conflitos, associando-os à "baixa do preço do café" e à "desorganização dos serviços", o que gerou "conflitos permanentes" e "queixas dirigidas ao governo da Itália". Isso marca um momento em que os problemas já eram reconhecidos como crônicos. Inicialmente, os italianos viam nas fazendas uma oportunidade de acumular recursos rapidamente, mas, com a crise, "a lavoura como um todo já deixava de propiciar ao imigrante as condições mínimas de remuneração por ele requeridas". O texto de 1904 menciona "expectativas frustradas", levando ao "abandono das fazendas antes de cumprido o ajuste de um ano".
Os colonos italianos dependiam do usufruto das terras intercafeeiras para cultivar gêneros alimentícios que comercializavam, uma fonte essencial de renda. No entanto, medidas restritivas à plantação de novos cafezais  e, posteriormente, a proibição de culturas como milho e feijão, dissociaram os interesses dos fazendeiros e dos italianos. Isso gerou tensões, pois os imigrantes foram obrigados a comprar esses produtos nos armazéns dos fazendeiros, aumentando sua dependência e insatisfação.
O texto de 1904 relata "conflitos permanentes" devido à "desorganização dos serviços" e à incapacidade dos fazendeiros de pagar regularmente os colonos, como exemplificado em um depoimento posterior (1911) sobre Campinas: "todos os fazendeiros se acham sobrecarregados de dívidas e não podem pagar regularmente os colonos". Isso resultava na perda do "fruto de suas fadigas", intensificando os atritos. Antes vista com indiferença, a mobilidade dos italianos passou a ser criticada. Os fazendeiros tentavam reduzir os salários dos colonos, enquanto os colonos abandonavam as fazendas quando suas expectativas não eram atendidas. Essa mobilidade, antes funcional, tornou-se um problema para os fazendeiros na crise, gerando conflitos.
As queixas dirigidas ao governo da Itália sobre as condições no Brasil culminaram no Decreto Prinetti de 1902, que proibiu a emigração subvencionada. O decreto reflete a percepção por parte do governo da Itália de que os imigrantes italianos estavam sofrendo no Brasil e de que era preciso dificultar a imigração de italianos para esse país.

### A crise de 1929 e as consequências
Após a crise de 1897-1901, uma nova crise abalou a economia cafeeira em 1929, decorrente da Grande Depressão. A demanda por café no mercado internacional despencou. Como forma de compensar as suas perdas, os latifundiários passaram a retalhar as suas propriedades e a vendê-las na forma de pequenos lotes, tornando-as acessíveis aos pequenos agricultores, dentre eles muitos imigrantes. Foi assim que muitos italianos em São Paulo conseguiram comprar a sua própria propriedade rural, geralmente em áreas recém-abertas à exploração, mais distantes da capital, onde o preço da propriedade rural era mais barato. Assim, a crise de 1929 representou um grande golpe para os latifundiários, porém beneficiou os pequenos proprietários.
A crise de 1929 também acarretou o aumento do êxodo rural, porquanto muitos imigrantes saíram da zona rural em direção a zonas urbanas nos municípios maiores e na capital do estado, particularmente em busca de melhores oportunidades para os filhos, como acesso à educação e a melhores empregos.

### Núcleos coloniais

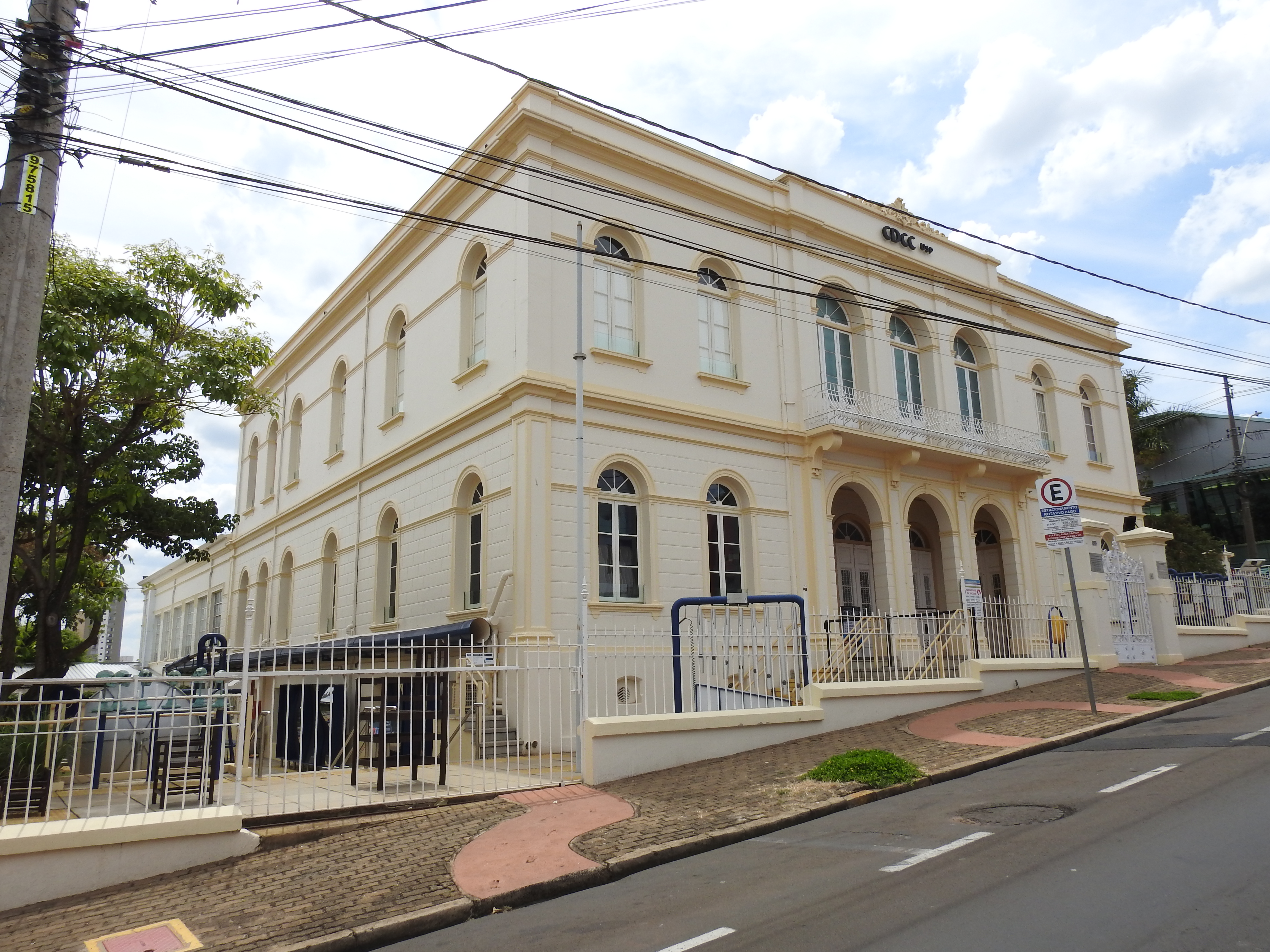
Società Dante Alighieri de São Carlos, escola de italianos e atual CDCC da USP

Embora menos ambiciosa do que aquela implementada no Sul, houve também, em São Paulo, uma política de fixação dos imigrantes na terra, com base na venda de lotes nos chamados Núcleos Coloniais. Alguns dos núcleos que se destacaram na compra de lotes pelos italianos foram São Caetano (São Caetano do Sul), Quiririm (Taubaté), Santa Olímpia e Santana (Piracicaba), Barão de Jundiaí (Jundiaí), Sabaúna (Mogi das Cruzes), Piaguí (Guaratinguetá), Cascalho (Cordeirópolis), Canas (Canas), Pariquera-Açú (Pariquera-Açú) e Antônio Prado (Ribeirão Preto).
O núcleo de São Caetano, na cidade de São Caetano do Sul, foi instalado em 1877, numa antiga fazenda pertencente aos beneditinos, próxima às linhas da Estrada de Ferro Santos-Jundiaí. Era formado, inicialmente, por 28 famílias da região de Vittorio Veneto.
O núcleo de Quiririm foi formado em 1890, por famílias vênetas, em uma região formada por várzeas, no município de Taubaté. Em 1892, de acordo com o relatório do engenheiro Fernando Dupré ao secretário Jorge Tibiriçá, era composto por 424 pessoas, sendo 69 famílias italianas, num total de 193 colonos. Os italianos se dedicavam principalmente ao plantio do arroz nas várzeas, atividade que muitos já exerciam na terra natal, também encorajados pelo governo como alternativa à cultura do café, já em decadência no município. Na colônia funcionavam algumas associações mantidas pela comunidade italiana da cidade, mas o núcleo também contou com uma associação própria, a Societá Beneficente Unione de Quiririm, organizada pelo colono Manoel Rho. Os colonos também formaram seu próprio clube de futebol, o Quiririm Sport Club.

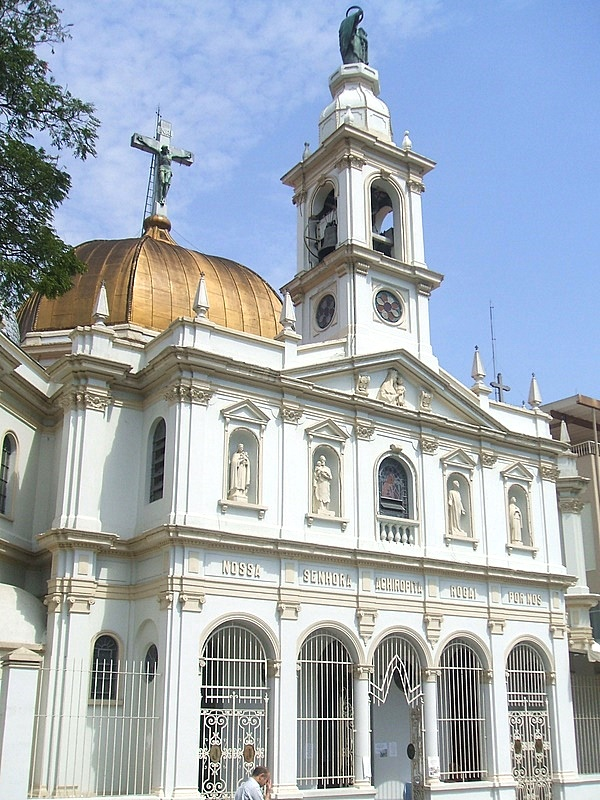
Paróquia Nossa Senhora Achiropita, no Bixiga, em São Paulo, onde a Festa de Nossa Senhora Achiropita acontece desde 1926.

O núcleo de Canas foi o primeiro de caráter oficial no Vale do Paraíba, à época localizado entre Lorena e Cachoeira. Formado em 1885 por 309 pessoas, sendo 112 italianos, dedicava-se à produção de cana-de-açúcar para o Engenho Central de Lorena. Fica localizado, atualmente, no município de Canas.
Em Guaratinguetá, no ano de 1892, foi implantado o núcleo do Piaguí, por iniciativa do então deputado Rodrigues Alves. Os primeiros colonos formavam 91 famílias, sendo 33 italianas. Os colonos produziam, entre outras coisas, feijão, milho, batata doce e cana-de-açúcar.
No sul do estado, em 1858, formou-se o núcleo de Pariquera-Açu, na cidade homônima. Embora de origem antiga, esta colônia só passou a receber imigrantes de forma considerável a partir da última década do século XIX. Segundo o Relatório da Secretaria de Agricultura de São Paulo para o ano de 1900, o núcleo contava com 1.771 colonos, sendo 390 italianos. Eles se dedicavam ao plantio agrícola, sobretudo de produtos como aguardente, milho, batata doce, batata inglesa e arroz.
Em Mogi das Cruzes, no ano de 1889, uma família de tiroleses formou o núcleo de Sabaúna. Em 1900, o núcleo já contava com 1.337 pessoas, sendo os italianos, depois dos espanhóis, o segundo maior contingente de estrangeiros, contabilizando 112 colonos. Assim como a maioria dos núcleos coloniais, os colonos dedicavam-se a uma variedade de cultivos, como milho, arroz e batata doce.
Embora os italianos fossem, em sua maioria, trabalhar nas fazendas de café da cidade de Ribeirão Preto, houve a implantação, em 1887, do núcleo Antônio Prado, o único na região. Mesmo tendo durado pouco (em 1893, o núcleo foi emancipado, sendo incorporado ao município), foi nele que se formaram alguns importantes bairros do município, como o Ipiranga e os Campos Elísios. Os italianos eram metade dos colonos requerendo seus lotes, sendo 96 de 183 pessoas. Dedicavam-se ao plantio de milho, arroz, feijão e também criavam animais.

#### Ascensão social no meio rural
A ascensão social dos imigrantes italianos no Brasil, especialmente no estado de São Paulo, foi um processo complexo e desigual, marcado por exceções notáveis e uma maioria que enfrentou dificuldades. Embora alguns imigrantes, como Geremia Lunardelli ("Rei do Café") e Morganti ("Rei do Açúcar"), tenham alcançado grande sucesso econômico, por meio da aquisição de terras e da produção de café e açúcar para exportação, esses casos foram excepcionais. Lunardelli, por exemplo, enriqueceu na década de 1920 como intermediário de café, aproveitando a geada de 1918 e a expansão do setor, enquanto outros, como Miguel Rinaldi e os irmãos Martucci, também prosperaram ao comprar fazendas dedicadas ao café.

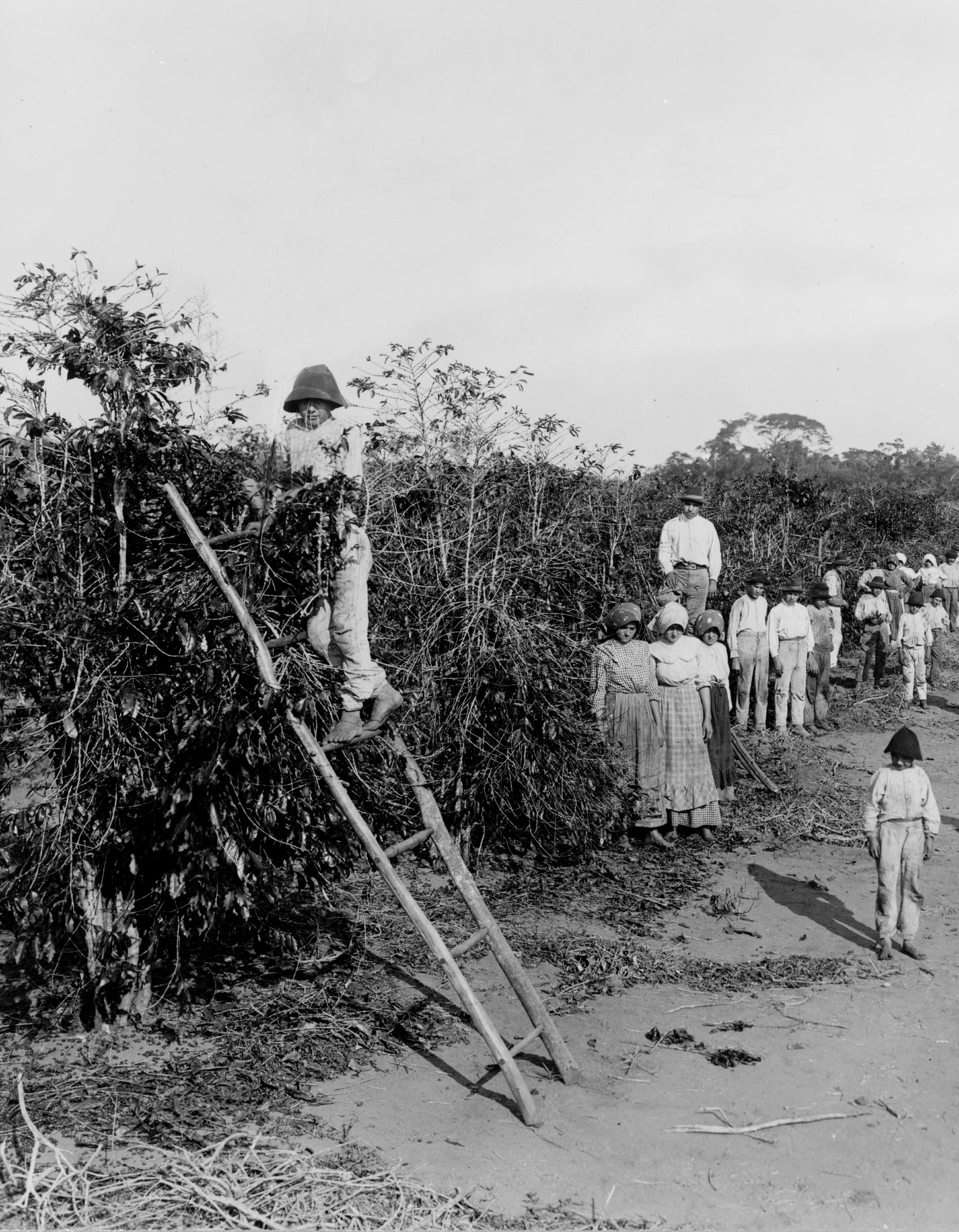
Imigrantes fotografados trabalhando numa fazenda de café.

No entanto, a posse da terra não era uma realidade acessível à maioria dos colonos italianos em São Paulo, devido ao alto preço das propriedades e à exploração por fazendeiros, que frequentemente deixavam os imigrantes com dívidas, em vez de economias. Muitos imigrantes conseguiram adquirir apenas pequenos lotes, geralmente minifúndios dedicados à policultura para subsistência.
Dados de 1920 mostram que as propriedades dos italianos representavam 15,5% do total em São Paulo, mas ocupavam apenas 8% da área agrícola, com uma média de 78 hectares por propriedade, bem abaixo da média geral de 154 hectares. Isso reflete a predominância de pequenas propriedades entre os italianos, que, em geral, ficavam atrás de outras nacionalidades em tamanho e valor médio das terras.
A tabela abaixo apresenta o número de propriedades pertencentes a italianos no estado, em diferentes anos:
| Ano | Propriedades de Italianos | População Italiana no Estado | Percentagem de Italianos Proprietários (%) |
| --- | ------------------------- | ---------------------------- | ------------------------------------------ |
| 1890 | 282                       | —                            | —                                          |
| 1900 | 2.229                     | —                            | —                                          |
| 1905 | 5.297                     | —                            | —                                          |
| 1920 | 11.825                    | 398.797                      | 2,97                                       |
| 1934 | 33.590                    | 304.977                      | 11,01                                      |
| Nota: Embora o maior número de italianos tenha entrado na década de 1890, dados oficiais sobre o número de italianos em São Paulo estão disponíveis apenas a partir do censo de 1920. |                           |                              |                                            |

Embora os dados mostrem que, ao longo do tempo, um crescente número de italianos conseguiu se tornar proprietário de terras em São Paulo, a vasta maioria nunca conseguiu. Oswaldo Truzzi observa que a conquista da terra geralmente ocorreu apenas a partir da segunda ou terceira geração de descendentes. A primeira geração enfrentou barreiras significativas, como a exploração por parte dos fazendeiros, a mentalidade escravocrata ainda presente nas relações de trabalho e a falta de acesso a recursos financeiros e educacionais. Esses fatores limitaram as oportunidades de mobilidade social e aquisição de terras para os imigrantes. Por sua vez, os filhos e netos de italianos, beneficiados pela integração social, educação e mudanças econômicas, como a crise do café e políticas fundiárias, consolidaram-se como pequenos proprietários, embora muitos tenham migrado para ocupações urbanas.
A ambição pela posse da terra era mais característica dos imigrantes vênetos, cuja cultura valorizava a autonomia rural, enquanto outros grupos italianos, como meridionais e lombardos, tendiam a se destacar no comércio e nas cidades. Assim, a ideia de que a ascensão econômica dos italianos se deu majoritariamente pela aquisição de propriedades rurais é contestada por estudos que apontam a proletarização como o destino mais comum. Muitos, desiludidos com a desonestidade no campo e a falta de perspectivas, migraram para centros urbanos, onde abriram pequenos negócios ou se integraram como trabalhadores. Entre 1908 e 1920, apenas 20% dos imigrantes italianos que chegaram a São Paulo foram para o campo, evidenciando essa tendência urbana. Em 1934, 48,6% dos italianos residentes em São Paulo viviam na zona urbana.
Em resumo, a ascensão social dos imigrantes italianos no Brasil teve exemplos marcantes de sucesso no setor cafeeiro, mas a maioria enfrentou barreiras estruturais, resultando em pequenas propriedades ou na proletarização nas cidades, em vez de uma ampla conquista da terra.
Ainda assim, a minoria de italianos que se tornou proprietária de terras em São Paulo teve grande impacto econômico. Os italianos diversificaram a agricultura paulista, cultivando milho, feijão, cebolas e outras hortaliças em pequenas propriedades. Em 1920, os italianos produziam cerca de 150.000 toneladas de milho (20% do total estadual), 50.000 toneladas de feijão (15%) e 6.000 a 8.000 toneladas de cebolas e hortaliças, especialmente em regiões como Campinas e Sorocaba, abastecendo diretamente o mercado interno e reduzindo a dependência de importações de alimentos. Essas atividades fortaleceram os mercados locais e contribuíram para a urbanização, com os italianos dominando o comércio em bairros como Mooca e Brás, onde fundaram milhares de pequenos negócios que comercializavam produtos agrícolas para o mercado interno.

### Na capital
| Ano  | Italianos | Porcentagem da população da cidade |
| ---- | --------- | ---------------------------------- |
| 1886 | 5.717     | 13%                                |
| 1893 | 45.457    | 35%                                |
| 1900 | 75.000    | 31%                                |
| 1910 | 130.000   | 33%                                |
| 1916 | 187.540   | 37%                                |

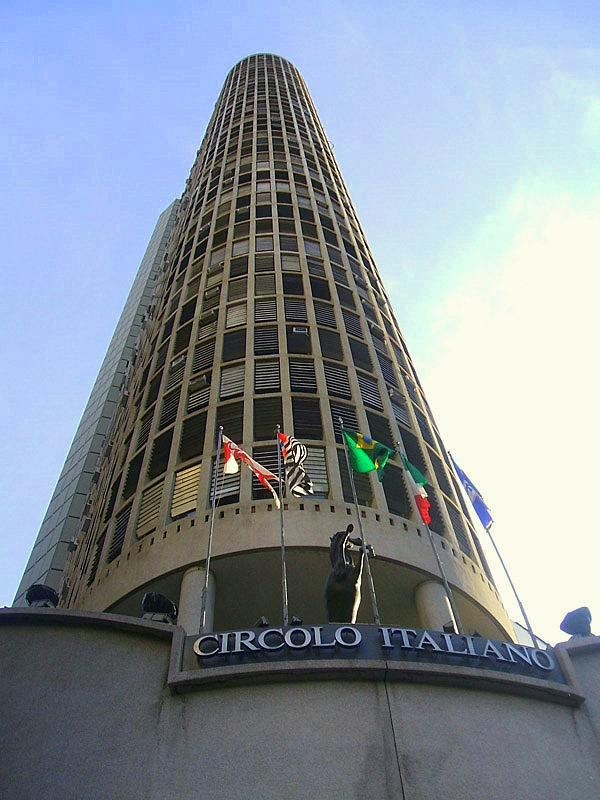
O Edifício Itália, no centro de São Paulo, um dos símbolos da imigração italiana na cidade.

Muitos imigrantes italianos também foram diretamente para os centros urbanos brasileiros ou migraram após um período nas fazendas de café, em particular para a cidade de São Paulo. Na capital, os italianos trabalhavam principalmente na indústria nascente e nas atividades de serviços urbanos. Italianos chegaram a compor 90% dos 50.000 trabalhadores ocupados nas fábricas paulistas, em 1901. Trabalhando como operário, os imigrantes italianos recebiam baixos salários, cumpriam longas jornadas de trabalho e eram ausentes quaisquer tipos de proteção contra acidentes e doenças. Era comum que todos os membros da família trabalhassem, inclusive mulheres e crianças, até mesmo menores de 12 anos.
Trabalhar como operário muitas vezes não era suficiente para acumular dinheiro, de modo que muitos italianos preferiam trabalhar por conta própria, nas profissões de mascates, artesãos e pequenos comerciantes; motorneiros de bonde e motoristas de táxi; vendedores de frutas e verduras ambulantes ou em mercados; garçons de restaurantes, bares e cafés; engraxates, vendedores de bilhetes de loteria e jornaleiros.

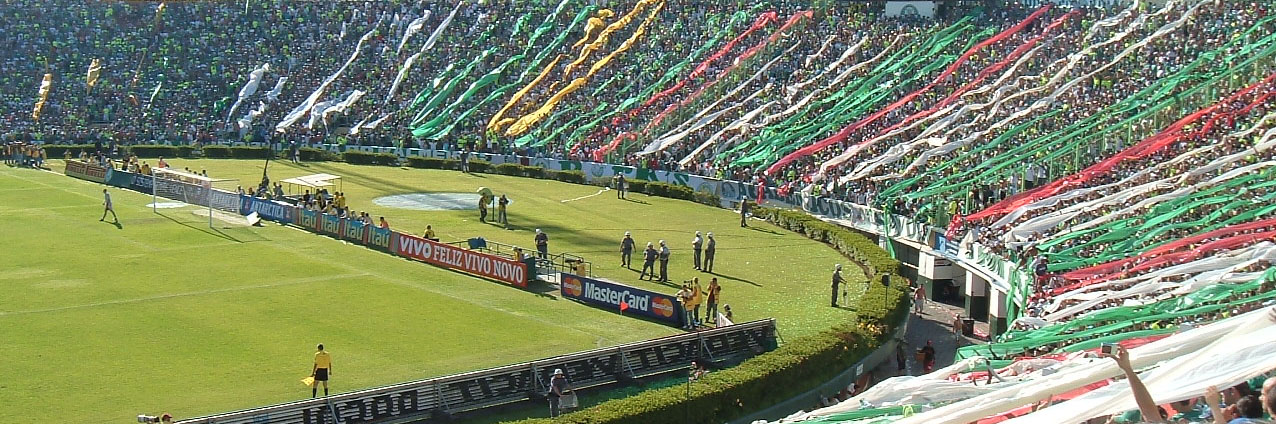
Torcedores do Palmeiras no Estádio Palestra Itália. O clube foi fundado por imigrantes em 1914, como Palestra Italia

Muitas vezes imigrantes italianos trabalhavam sob condições insalubres, e também viviam sob essas condições, porquanto frequentemente os imigrantes moravam em habitações coletivas — cortiços ou favelas. Na cidade de São Paulo, os italianos também podiam ser encontrados morando em "bairros étnicos" (como o Brás e o Bexiga), locais em que contavam com a cooperação e a solidariedade dos seus compatriotas, fato que amenizava os problemas do dia a dia.
No início do século XX, São Paulo era uma cidade fortemente marcada pela influência italiana. Mais de 30% da população da cidade era nascida na Itália, e o número de descendentes também era alto. Em 1902, um mineiro assim escreveu, após visitar a cidade de São Paulo:
"Os meus ouvidos e os meus olhos guardaram cenas inesquecíveis. Não sei se a Itália o seria menos em São Paulo. No bonde, no teatro, na rua, na igreja, fala-se mais o idioma de Dante que o de Camões. Os maiores e mais numerosos comerciantes e industriais eram italianos. Os operários eram italianos".:58-59.
Sousa Pinto, um jornalista português que esteve em São Paulo, na mesma época, não conseguiu se fazer entender por vários cocheiros de tílburi, todos falando dialetos peninsulares e gesticulando à napolitana. Escritas em italiano eram também as tabuletas de vários edifícios. O jornalista escreveu: "Encontramo-nos a cogitar se, por um estranho fenômeno de letargia, em vez de descer em São Paulo teríamos ido parar à cidade do Vesúvio (...)"

#### Ascensão social no meio urbano

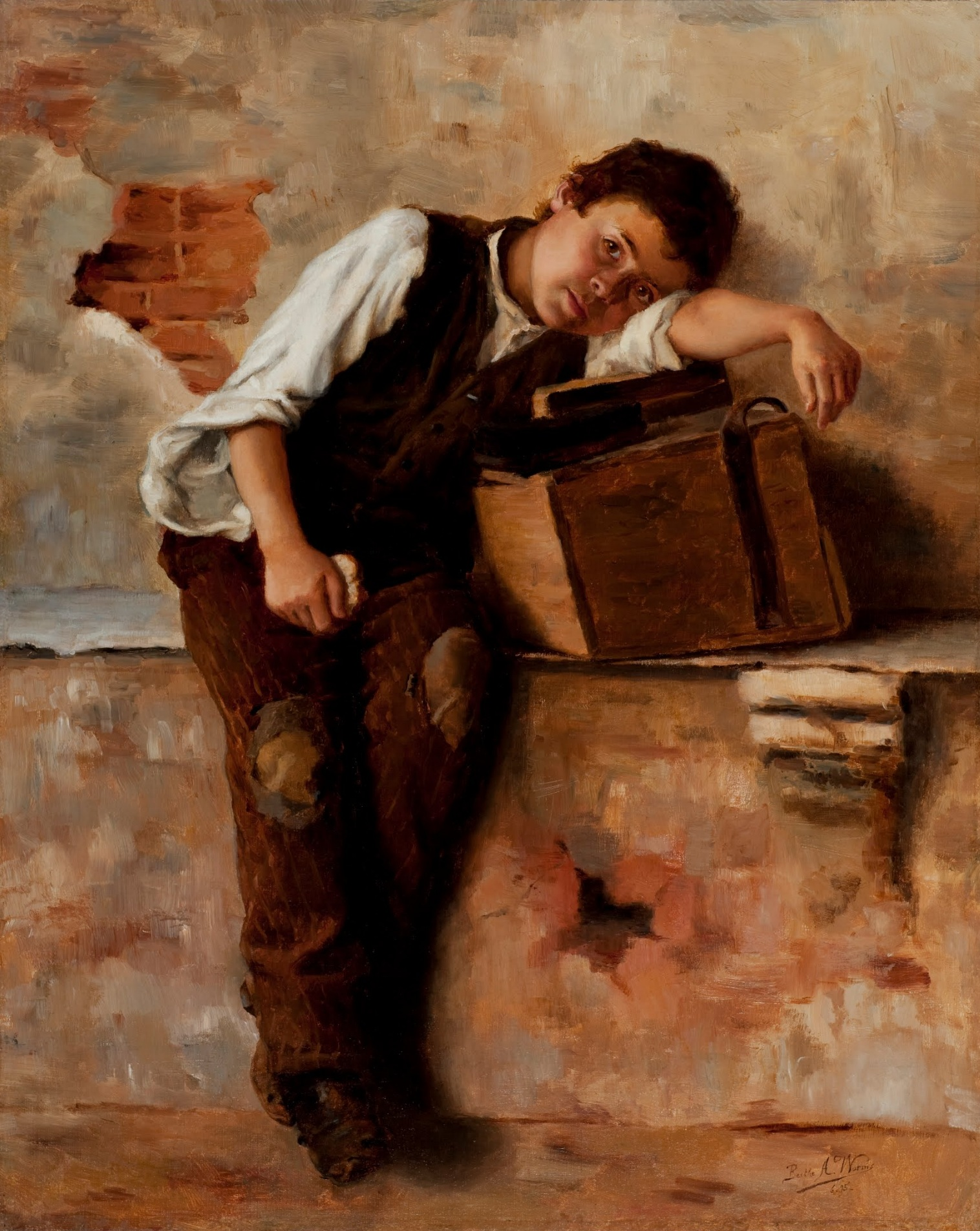
Saudades de Nápoles (1895). Pintura de Bertha Worms. A obra retrata um menino italiano engraxate, figura bastante comum nas ruas de São Paulo na época.

A ascensão social dos imigrantes italianos nas cidades, especialmente em São Paulo, é analisada sob a perspectiva de Renato Perissinotto, que, seguindo Warren Dean e Sérgio Silva, vê os imigrantes como a base da burguesia industrial brasileira, devido à sua origem social, acesso a capital, crédito e treinamento técnico. Contrapondo-se à visão de que os cafeicultores foram os principais formadores dessa burguesia, essa teoria destaca o sucesso de italianos no setor industrial, comercial e financeiro desde o início do século XX. No entanto, a exaltação dessas conquistas frequentemente mascarava a miséria da maioria, que se proletarizava nas áreas urbanas.
Optar pelas cidades oferecia vantagens, como acesso a escolas, médicos e uma redução dos maus-tratos e da exploração comuns no campo, além de maior sociabilidade. Franco Cenni associa profissões urbanas a regiões de origem: meridionais, como napolitanos, preferiam cidades para reconstruir redes sociais, trabalhando como músicos de rua ou consertadores; toscanos e lombardos, como mascates, evoluíam para comerciantes fixos; e toscanos de Viareggio dominavam ofícios como os "renaioli" (extratores de areia).
Exemplos de sucesso incluem "nouveaux riches", como Francesco Matarazzo, Rodolfo Crespi e Alessandro Siciliano. Matarazzo, campano, com origem no comércio de importação, construiu um império industrial sem abandonar essa base, destacando-se até os anos 1920. Crespi, lombardo, fundou um cotonifício que cresceu rapidamente após 1906, empregando milhares até os anos 1930. Siciliano, de origem calabresa, diversificou-se em mecânica, cerâmica e frigoríficos, além de fundar bancos. Outros, como Egidio Pinotti Gamba, os irmãos Puglisi Carbone e Nicolau Scarpa, também prosperaram em indústrias alimentícias, têxteis e financeiras, muitas vezes começando como comerciantes.
A ausência de capital direto da Itália foi compensada pela experiência comercial dos imigrantes, que importavam máquinas e atendiam a um mercado consumidor formado por outros imigrantes com preferências europeias (massas, cervejas, chapéus), posteriormente adotadas por brasileiros. Bancos italianos, como o Banco Italiano do Brasil e o Banco Comercial Italiano, canalizaram remessas de imigrantes para investimentos, enquanto figuras como Giovanni Briccola enriqueceram no setor financeiro.

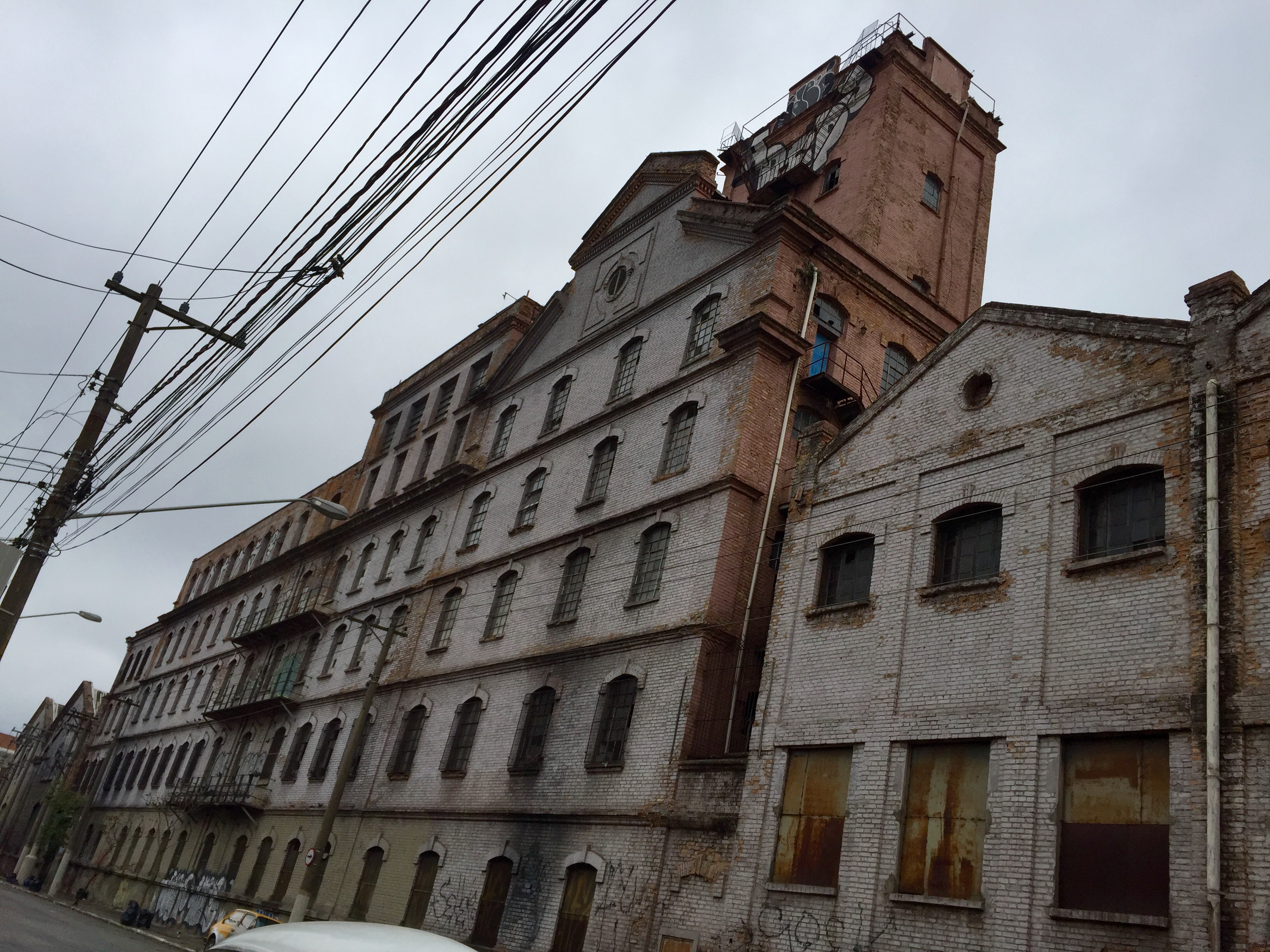
Ruínas do Moinho Matarazzo, na região do Brás. As Indústrias Reunidas Fábricas Matarazzo, fundadas por Francesco Matarazzo, empregavam mais de 30.000 trabalhadores na década de 1940, sendo o maior conglomerado industrial da América Latina, com 350 empresas em setores como têxtil, alimentos e metalurgia. O império entrou em declínio a partir da década de 1980 e faliu em 1991.

A imigração italiana foi crucial para a consolidação de São Paulo como principal centro industrial do Brasil no início do século XX, superando o Rio de Janeiro. A política de imigração subsidiada a partir da década de 1880, inicialmente voltada para a cafeicultura, gerou um excedente de trabalhadores italianos, que migraram para centros urbanos, oferecendo uma mão de obra abundante e elástica. Em 1920, os imigrantes representavam 44% da força de trabalho industrial em São Paulo, contra 40% no Rio de Janeiro, contribuindo para salários industriais mais baixos em São Paulo, devido à maior mobilidade e adaptabilidade dos trabalhadores italianos, muitos com experiência fabril do Norte da Itália. Esse fluxo reduziu os diferenciais salariais entre trabalhadores rurais e urbanos (30% em São Paulo contra 60% no Rio de Janeiro) e entre qualificados e não qualificados, conferindo uma vantagem competitiva às indústrias paulistas.
Segundo o censo de 1920, 65% das empresas industriais do estado de São Paulo pertenciam a imigrantes, principalmente italianos, sendo que os estrangeiros perfaziam somente 18% da população paulista, naquele ano. Em 1962, Bresser-Pereira realizou uma pesquisa sobre as origens étnicas e sociais de 204 empresários industriais paulistas, com mais de cem empregados. Somente 15,7% desses industriais eram brasileiros de longa geração, ou seja, eram nascidos no Brasil, de pai brasileiro e avô paterno brasileiro. Por sua vez, 84,3% desses industriais eram de origem estrangeira, dos quais os de origem italiana (34,8%) eram os mais numerosos, superando portanto os de origem brasileira.
Apesar desses sucessos, a imagem do "self-made man" — imigrante pobre que se tornava milionário por esforço e dedicação — era exagerada pela imprensa, para promover valores individuais e desmobilizar movimentos operários. A maioria dos italianos nas cidades enfrentava condições difíceis, e os grandes triunfos, concentrados na transição do século XIX para o XX, não refletiam a realidade da massa proletária. A maioria dos imigrantes, que desembarcou sem recursos no porto de Santos, raramente passou de mascates ou artesãos, com raras exceções que subiram de operários/mascates a empresários notáveis. Ainda assim, os italianos moldaram São Paulo, fortalecendo a classe média e diversificando a cidade, com figuras como o "italianinho" pobre, o comerciante próspero e o milionário da Avenida Paulista, marcando sua presença ambígua na sociedade de São Paulo.

### Regiões de origem
Vêneto, Campânia, Calábria e Lombardia foram as quatro principais regiões de procedência dos imigrantes italianos no Brasil (cerca de 60% do total). Nos registros paroquiais do município de São Carlos, referentes a casamentos ocorridos entre 1869 e 1940, foi possível identificar noivos italianos originários de todas as 20 regiões italianas, abarcando cônjuges nascidos em mais de 500 municípios e vilas distintas da Itália. Era comum que imigrantes italianos de determinada região da Itália se concentrassem em regiões específicas de São Paulo, em decorrência do fenômeno denominado cadeia ou rede migratórias, por meio do qual os recém-chegados buscavam ficar próximos de parentes e amigos. Em consequência, podia ser encontrada uma predominância de mantovanos em Ribeirãozinho (atual Taquaritinga), de pessoas de Potenza (Basilicata) em Mococa, de vênetos em São José do Rio Pardo e de calabreses no bairro do Bixiga e de napolitanos no Brás, ambos na capital.

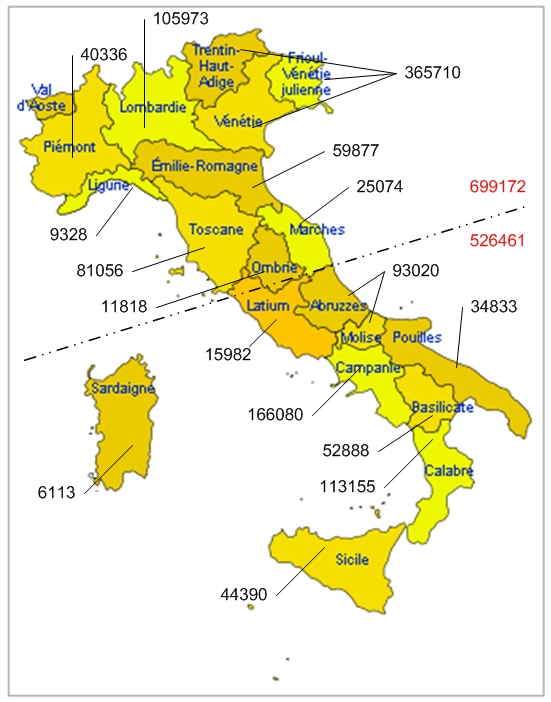
Regiões de procedência dos imigrantes italianos chegados ao Brasil entre 1876 e 1920.

Um estudo realizado no município de Franca, abarcando os anos entre 1885 e 1930, encontrou que, dos italianos ali residentes, a grande maioria provinha do norte da Itália, sendo 55,5% do Vêneto, 10,1% da Lombardia, 5,6% de Abruzo e 5,2% da Emília-Romanha.
A relação entre a região de origem dos imigrantes italianos e seu destino em São Paulo reflete tanto as condições expulsoras na Itália quanto as demandas e percepções dos fazendeiros paulistas. No final do século XIX e início do XX, os imigrantes que se estabeleceram no interior de São Paulo, dedicando-se à agricultura, eram majoritariamente das províncias vênetas (norte da Itália), enquanto os que se fixaram nas cidades ou subúrbios vinham, em geral, da Itália central, meridional e da Sicília. Dados mostram que 49% dos italianos que chegaram ao Brasil eram do norte (predominantemente vênetos), 39% do sul e ilhas (como campanos e calabreses), e apenas 12% do centro.
Essa distribuição está ligada à penetração desigual do capitalismo no campo italiano, que liberou mão de obra excedente em diferentes etapas, e à experiência prévia dos imigrantes. No norte, como Vêneto e Lombardia, a transição econômica e a miséria expulsaram trabalhadores mais acostumados à agricultura e com maior nível educacional. No sul, as condições de pobreza extrema e menor instrução geraram um perfil de imigrantes vistos como menos dóceis. Os fazendeiros paulistas preferiam vênetos e lombardos por sua frugalidade e submissão, enquanto associavam os sulistas a rebeldia. Assim, as condições expulsoras na Itália, mais do que escolhas deliberadas dos fazendeiros, moldaram essa divisão regional em São Paulo, conectando o passado dos imigrantes a seus novos papéis no Brasil.

### Casamentos e endogamia
Num estudo realizado no município de Franca, abarcando os anos entre 1885 e 1930, 44,9% dos homens italianos casaram com mulheres italianas; 30,9% casaram com brasileiras sem origem italiana; 20,2% casaram com brasileiras filhas de italianos e 2,1% casaram com outras estrangeiras. 66,7% das mulheres italianas casaram com homens italianos; 16,3% casaram com brasileiros sem origem italiana; 11,2% com brasileiros filhos de italianos e 3,7% com outros estrangeiros. A partir de 1906, ocorreu uma queda no número de pessoas nascidas na Itália no município, situação agravada devida à crise da Primeira Guerra Mundial. Esses fatores afetaram os casamentos dos italianos em Franca, ao reduzir a imigração, diminuir a endogamia simples e aumentar tanto a exogamia quanto a endogamia oculta. Esse período marcou uma transição: os imigrantes, diante da incerteza do retorno à Itália, começaram a se integrar mais à sociedade brasileira, casando-se mais com brasileiros, enquanto ainda buscavam manter laços étnicos por meio de uniões com brasileiros filhos de italianos.

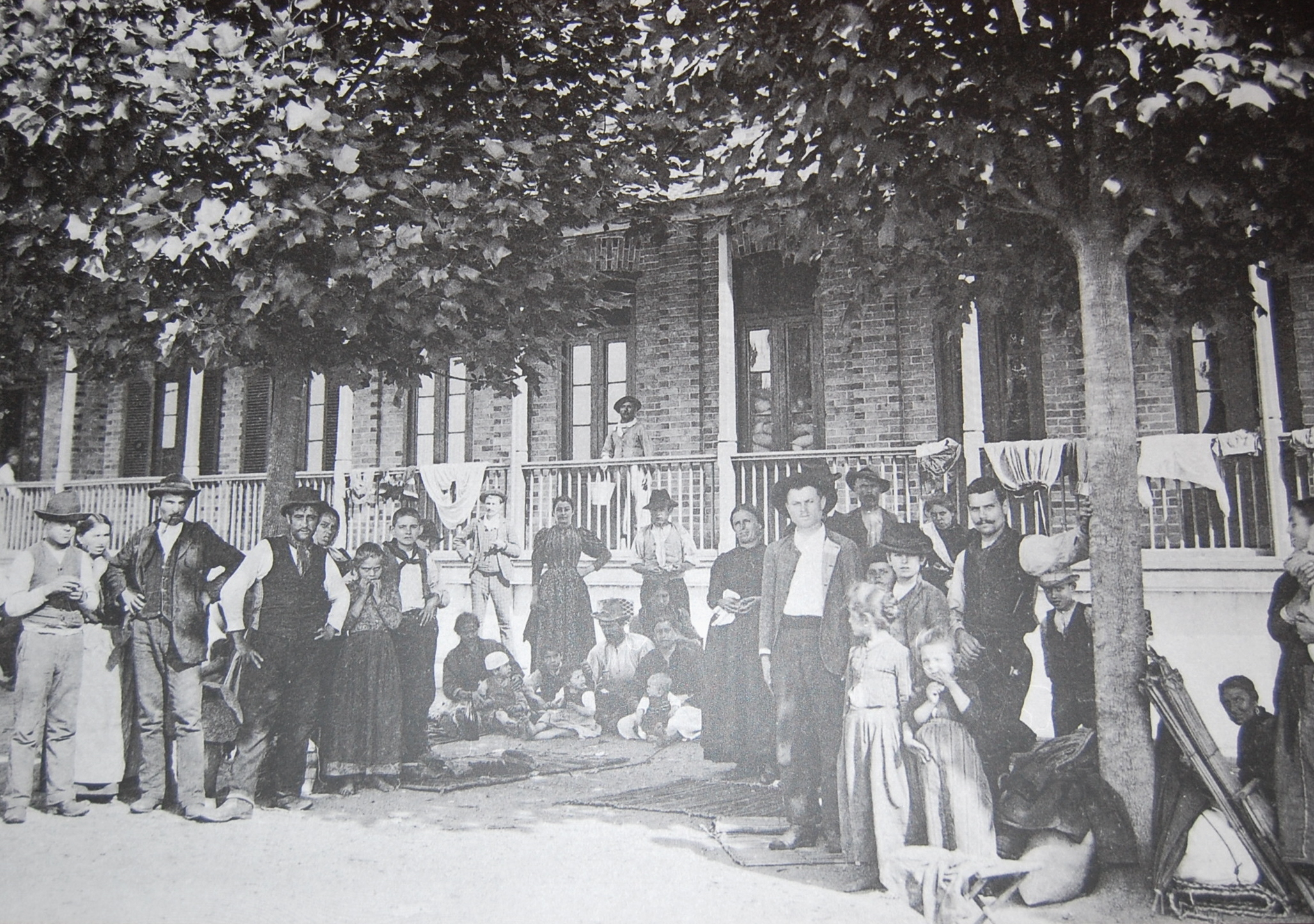
Imigrantes posando para fotografia no pátio central da Hospedaria dos Imigrantes de São Paulo, ca. 1890

Outro estudo, realizado no município de Ribeirão Preto e abarcando somente a década de 1890, encontrou que 92,5% dos homens italianos casaram com mulheres italianas e 89,6% das mulheres italianas casaram  com homens da mesma nacionalidade. Os altos níveis de endogamia dos italianos em Ribeirão Preto refletem a significativa presença de italianos na cidade (52,4% da população, em 1902) e a preferência por manter laços étnicos, culturais e de trabalho com compatriotas. Isso foi facilitado pela concentração de imigrantes em fazendas, núcleos coloniais e áreas urbanas, além das redes de amizade e parentesco.
Outro estudo, realizado no município de São Carlos, abarcando os anos entre 1888 e 1909, encontrou um percentual de endogamia masculina dos italianos nunca  inferior a 80%, com uma média de 91,5%. Todavia, a partir de 1910, o
percentual passou a declinar de modo consistente, de modo que, a partir de 1930, apenas 20% dos italianos casaram com compatriotas. Poderia ser interpretado que, a partir de 1910, os italianos em São Carlos passaram a se misturar com não italianos de forma crescente. Porém, o estudo acha mais plausível que se tratava de uma "endogamia oculta", ou seja, cidadãos italianos casando com cidadãos brasileiros, mas filhos de italianos. 

### Escolaridade

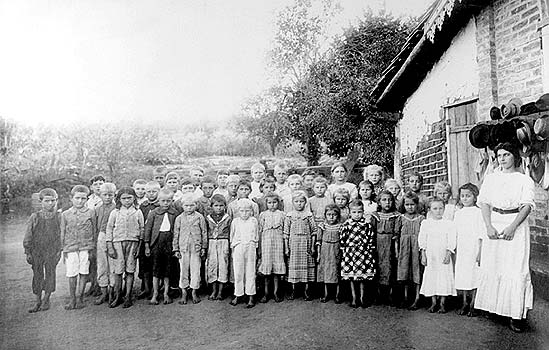
Escola de italianos na cidade de Campinas, no início do século XX

A literatura sobre a imigração italiana no Brasil costuma afirmar que uma grande maioria dos imigrantes italianos eram analfabetos, com algumas fontes afirmando que os analfabetos constituíam 90%. Contudo, estudos específicos refutam essa ideia. Segundo um estudo que analisou o índice de alfabetização de imigrantes italianos residentes em Ribeirão Preto, na década de 1890, 63,6% dos homens italianos eram alfabetizados, índice que caía para 35,4% entre as mulheres. A média de alfabetização, portanto, era de 49,3% (aferida com base na capacidade de assinar os registros de casamento, um indicador comum em estudos históricos da época). A números semelhantes chegaram estudos acerca da alfabetização dos italianos no Rio Grande do Sul: ao analisar documentos originais, como o primeiro censo realizado nas Colônias Conde d’Eu e Dona Isabel, na Serra Gaúcha, de 1883, observa-se que a maioria dos homens italianos declarou ser alfabetizada, alcançando uma média de 74% entre os adultos do sexo masculino. Segundo Giron, com base nos Mapas Estatísticos da Colônia Caxias, "63% dos imigrantes homens sabiam ler, enquanto apenas 37% das mulheres eram alfabetizadas". Esses números afastam a crença de que havia um grande predomínio de analfabetos entre os imigrantes italianos que vieram para o Brasil. O estudo, por outro lado, sugere que o analfabetismo aumentou significativamente entre os filhos dos imigrantes nascidos no Brasil, pois os imigrantes muitas vezes não tinham acesso a escolas para matricular os seus filhos.
Segundo o censo municipal de São Carlos de 1907, 43,8% dos homens italianos residentes no município eram alfabetizados, taxa que caía para apenas 21,7% entre as mulheres italianas. Esses valores refletem os níveis de escolaridade recebidos pelos imigrantes na Itália, pois a maioria deles chegou ao Brasil adulto e, com exceção das crianças, não passou pelo sistema educacional brasileiro. O estudo também analisou a alfabetização dos filhos dos italianos nascidos no Brasil e que, portanto, já reflete o acesso (ou a falta de acesso) ao sistema educacional brasileiro ou às escolas da própria comunidade italiana. Na faixa etária de 10 a 14 anos, 23,7% dos brasileiros filhos de italianos e 20,7% das brasileiras filhas de italianos eram alfabetizados e na faixa etária de 15 a 20 anos, as taxas subiam para 39,6% entre os meninos e 28,3% entre as meninas. Verifica-se, portanto, que houve uma ligeira piora do índice de alfabetização entre o pai italiano e os seus filhos meninos nascidos no Brasil (de 43,8% para 39,6%), porém houve melhora da alfabetização entre as mulheres italianas e as filhas nascidas no Brasil (de 21,7% para 28,3%). Os dados também evidenciam uma tendência para a alfabetização tardia dos filhos dos italianos nascidos no Brasil, em decorrência da generalização do uso do trabalho infantil entre os colonos, que valorizavam o pecúlio acima da escolarização dos filhos, de modo que muitos filhos de italianos só conseguiram se alfabetizar quando já eram adolescentes ou adultos.
Em 1914, o jornal Correio Paulistano publicou matéria acerca das escolas nas fazendas de café e explicava como o trabalho infantil atrapalhava a permanência das crianças italianas nas escolas:
| “ | "(...) Diversas escolas criaram-se nas nossas fazendas, a pedido dos próprios lavradores, mais como um chamariz, mais como uma presilha de colonos. A mobilidade dêstes é um pesadelo para o fazendeiro. Mas, a escola, a experiência o tem demonstrado, não exerce a mínima atração sôbre o colono. Pelo contrário, a escola repugna ao colono, impedindo o trabalho do filho, escola impossibilita o colono de ajuntar mais algumas patacas. Sem exagêro, afirmamos: para o colono, a escola é um estorvo; para o colono, é um verdadeiro luxo e ainda quase uma inutilidade. Inutilidade para o colono, a escola é, no entanto, um recreio, um encanto para a criançada. Alguns italianinhos sequiósos de saber, para beber um gole de instrução, precisam contrariar os pais, bater os pés, atamancar na roça o trabalho. Os irmãos mais velhos são outros tantos obstáculos à educação dos irmãos mais moços. O trabalho dos coloninhos é preciso, mormente durante a colheita. Por êsse tempo, a escola fica deserta. Finda a colheita, os italianinhos, de nôvo, tornam à escola, abandonando-a mais tarde definitivamente, assim que souberem decifrar uma carta ou desenhar um bilhetinho." | ” |

Com base nos registros dos italianos maiores de sete anos de idade entrados no Brasil pelo porto de Santos entre 1908 e 1936, a maioria, 68,4%, foi listada como alfabetizada. Após 1903, a maioria dos imigrantes que chegou a São Paulo não era mais de subsidiados, mas espontâneos. Sabe-se que os imigrantes espontâneos eram menos pobres e mais qualificados que os subsidiados. A tabela a seguir compara o índice de ruralidade e de analfabetismo de diferentes nacionalidades desembarcadas em Santos:
| Índice de ruralidade e de analfabetismo entre os imigrantes entrados no Brasil pelo porto de Santos e maiores de 7 anos (1908–1936) | Índice de ruralidade e de analfabetismo entre os imigrantes entrados no Brasil pelo porto de Santos e maiores de 7 anos (1908–1936) | Índice de ruralidade e de analfabetismo entre os imigrantes entrados no Brasil pelo porto de Santos e maiores de 7 anos (1908–1936) | Índice de ruralidade e de analfabetismo entre os imigrantes entrados no Brasil pelo porto de Santos e maiores de 7 anos (1908–1936) | Índice de ruralidade e de analfabetismo entre os imigrantes entrados no Brasil pelo porto de Santos e maiores de 7 anos (1908–1936) |
| Nacionalidades | Total | Maiores de 7 anos | % Analfabetos | % De ocupação rural |
| --- | --- | --- | --- | --- |
| Portugueses | 275.257 | 242.657 | 51,8% | 48% |
| Espanhóis | 209.282 | 167.795 | 65,1% | 79% |
| Italianos | 202.749 | 175.157 | 31,6% | 50% |
| Japoneses | 176.775 | 142.573 | 9,9% | 99% |
| Alemães | 43.989 | 39.724 | 3,9% | 31% |

Na segunda metade do século XIX, o sistema educacional já havia avançado consideravelmente no Norte da Itália, porém no Sul italiano esse processo foi mais lento, e foi onde o analfabetismo persistiu por mais tempo. Em 1881, 45,4% dos italianos eram alfabetizados, número que saltou para 73,4%, em 1911. No Nordeste italiano, onde situa-se o Vêneto, região que mais enviou imigrantes para o Brasil, o índice de alfabetização saltou de 51,7%, em 1881, para 87%, em 1911.
Em 1920, apenas 23% dos brasileiros sabiam ler ou escrever. Entre os imigrantes residentes no Brasil, esse índice subia para 52%. Assim, a imigração subsidiada representou um choque positivo de capital humano para o Brasil. 
O imigrante que vinha para o Brasil, geralmente acompanhado de toda a família, pertencia, na maioria das vezes, às classes mais desfavorecidas da Europa. Os camponeses empobrecidos eram o grupo mais numeroso entre os que emigravam, mas também havia operários, artesãos, barbeiros, sapateiros, fotógrafos, proprietários de pequenas cantinas, engenheiros, comerciantes modestos e, ocasionalmente, algum industrial ou empreendedor. 

### Diminuição e fim da imigração
A emigração italiana para São Paulo caiu devido a uma combinação de fatores, que envolveram tanto a deterioração das condições no Brasil quanto as restrições impostas pelo governo italiano. Um dos principais motivos foi a crise na lavoura cafeeira a partir de finais da década de 1890, agravada pela superprodução e pela queda do preço do café no mercado internacional. Isso levou à "desvalorização das fazendas" e à "dificuldade dos pagamentos aos colonos", gerando "descontentamento, desorganização dos serviços, conflitos permanentes" e queixas dirigidas ao governo italiano. Essas condições frustraram as expectativas dos imigrantes, que buscavam formar um pecúlio rapidamente, resultando no abandono das fazendas antes do cumprimento dos contratos anuais.
Havia uma correlação entre o preço do café e a quantidade de imigrantes italianos que chegavam ao Brasil. Em 1894, o preço do café atingiu o seu pico histórico, fato que impulsionou a imigração, como pode ser visto em 1895, quando chegaram 139.969 imigrantes italianos ao Brasil e saíram 21.900. De modo inverso, a queda do preço do café que ocorreu nos anos seguintes desestimulava a imigração, de modo que, em 1900, apenas 23.802 italianos chegaram ao Brasil, número inferior aos que saíram (27.916). Os dados estão na tabela abaixo:
| Anos | Entrada de imigrantes | Preço do café por 10 kg em réis Máximo / Mínimo | Saída de imigrantes |
| ---- | --------------------- | ----------------------------------------------- | ------------------- |
| 1894 | 48.947                | 17.4/11.3                                       | 17.817              |
| 1895 | 139.969               | 16.8/13.2                                       | 21.900              |
| 1896 | 104.010               | 15.5/9.7                                        | 28.264              |
| 1897 | 98.134                | 12.2/7.5                                        | 29.885              |
| 1898 | 46.939                | 10.4/6.2                                        | 21.428              |
| 1899 | 31.215                | 9.1/5.7                                         | 24.182              |
| 1900 | 23.802                | 9.6/5.6                                         | 27.916              |

Outro fator crucial foi a intervenção do governo italiano na imigração. Em 1888, jornais italianos intensificaram as denúncias sobre maus-tratos sofridos por italianos no Brasil, o que levou alguns deputados a levarem queixas nesse sentido ao Parlamento e ao governo. No ano seguinte, o governo italiano proibiu a emigração para os portos brasileiros. Como consequência, as entradas de italianos no Brasil caíram de 92.086, em 1888, para 27.694, em 1889. Apesar disso, os fluxos se recuperaram e, em 1891, 108.688 italianos entraram no país. Porém, o governo italiano novamente tomou medidas para dificultar a imigração para o Brasil, dessa vez com o Decreto Prinetti de 1902, que vedou a emigração subvencionada para o Brasil, estancando bruscamente uma fonte de imigrantes considerada "perene" pelos brasileiros. O  governo italiano via o movimento migratório como prejudicial, pois depauperava o país ao privá-lo de "braços ativos e laboriosos", afetando a produção nacional, as rendas públicas e os recursos militares. A proibição foi justificada como proteção dos italianos contra "sofrimentos" no Brasil, embora também refletisse interesses políticos e econômicos, como o redirecionamento da emigração para colônias italianas na Ásia e África.
Além disso, medidas brasileiras, como a "grande naturalização", de 1889, que tornava os imigrantes cidadãos brasileiros à revelia de solicitação, e a separação entre Estado e Igreja, vista como ateísmo por padres italianos, intensificaram o anti-emigrantismo na Itália. Martinho Prado Jr., em 1890, relatou forte oposição do governo e de líderes políticos italianos à imigração para o Brasil, com padres pregando contra a emigração.
Por fim, a concorrência com outros destinos, como os Estados Unidos e a Argentina, desviou a corrente migratória. Em 1904, 230 mil italianos emigraram para os Estados Unidos em um ano, atraídos por melhores perspectivas, apesar das restrições americanas, enquanto o Brasil, mesmo oferecendo afinidades culturais com a Itália, perdeu apelo. A combinação desses fatores — crise econômica no café, proibições italianas, resistência política e religiosa, e a atratividade de outros destinos migratórios — explica a queda da emigração italiana para o Brasil, evidenciada pela redução de 70.348 entradas em 1901 para 17.093 em 1903, com saídas superando as chegadas em 1902 e 1903. Entre 1876 e 1895, o Brasil foi o principal destino da emigração italiana nas Américas, porém, após esse período, perdeu importância e foi superado pelos Estados Unidos e a Argentina, conforme se verifica na tabela abaixo:
| Brasil         | 875.000 | 450.000   |
| Argentina      | 725.000 | 1.270.000 |
| Estados Unidos | 624.243 | 3.298.831 |

Os italianos não pararam de chegar a São Paulo após 1902, mas o número caiu consideravelmente pois, com a proibição da imigração subsidiada, os italianos que quisessem imigrar para o Brasil tinham que pagar suas próprias passagens de navio, e não depender de passagens pagas pelo governo brasileiro. A partir de então, a imigração italiana em São Paulo tornou-se majoritariamente urbana. Entre 1908 e 1920, apenas 20% dos imigrantes italianos que chegaram a São Paulo foram para o campo.
Uma nova crise do café decorrente da crise de 1929 foi outro golpe na chegada de italianos, em virtude da queda das cotações internacionais do café, o que limitou a capacidade do Brasil de atrair mão de obra. No período entreguerras (1921-1937), as entradas caíram drasticamente, de modo que apenas 85.210 italianos entraram no Brasil. Tentativas de acordos bilaterais entre Brasil e Itália, com o objetivo de retomar ou regular a imigração italiana, como em 1923 e 1924, fracassaram devido a exigências comerciais não atendidas e à recusa de Mussolini em assinar, citando condições precárias de trabalho e problemas como o tracoma. A política restritiva de Getúlio Vargas, com quotas a partir de 1934, não foi o principal fator da queda, pois os fluxos já estavam em declínio devido à conjuntura econômica global (Grande Depressão) e às restrições fascistas à emigração na Itália.
Houve um pequeno aumento na imigração com o término da II Guerra Mundial. O Decreto-Lei n. 7.967 de 1945 reabriu o Brasil a imigrantes, mas manteve o sistema de quotas restritivas da era Vargas de 1934. A criação de organismos internacionais, como a IRO (Organização Internacional dos Refugiados) e o CIME (Comitê Intergovernamental para as Migrações Europeias), e acordos bilaterais, especialmente com a Itália (1950 e 1960), marcaram o período, atendendo às necessidades de países devastados pela guerra e à demanda brasileira por mão de obra qualificada, para a industrialização e agricultura modernizada, sobretudo em São Paulo. Entre 1950 e 1972, entraram 105.149 italianos no Brasil, sendo o período de 1950 a 1959 o mais expressivo, com 91.931 ingressos.
A partir de meados da década de 1950, a economia italiana começou a se recuperar, impulsionada pelo milagre econômico italiano (1955-1963). O crescimento econômico italiano reduziu o desemprego e melhorou as condições de vida, diminuindo a necessidade de emigrar. Isso é evidenciado pelo aumento de repatriamentos, sugerindo que os imigrantes encontravam menos oportunidades no Brasil em comparação com a Itália revitalizada. O Acordo de Migração de 1950 foi sucedido por outro em 1960, que oferecia vantagens aos imigrantes, mas foi cancelado em 1963. Após isso, as entradas de italianos no Brasil caíram drasticamente: de 1.262 em 1961 para 813 em 1962, 230 em 1963 e apenas 36 em 1964. A suspensão formal do acordo eliminou o suporte institucional que facilitava a imigração dirigida, como recrutamento e transporte pelo CIME.
O Brasil, após o Estado Novo, buscava mão de obra qualificada para sua industrialização, mas, a partir dos anos 1960, as migrações internas (do Nordeste para o Sudeste, por exemplo) intensificaram-se, reduzindo a dependência de trabalhadores estrangeiros. Cresceu a tendência de "proteger o trabalhador nacional", limitando a entrada de imigrantes a técnicos especializados, o que restringiu os fluxos italianos. O grande número de italianos que retornavam para a Itália indicava "falta de oportunidades e salário" no Brasil. A promessa de enriquecimento rápido não se sustentou, e muitos imigrantes retornaram à Itália, desencorajando novos fluxos. A agricultura brasileira, foco inicial do acordo de 1950, enfrentava competição internacional, enquanto a indústria exigia qualificação que nem todos os imigrantes possuíam.

## Legado

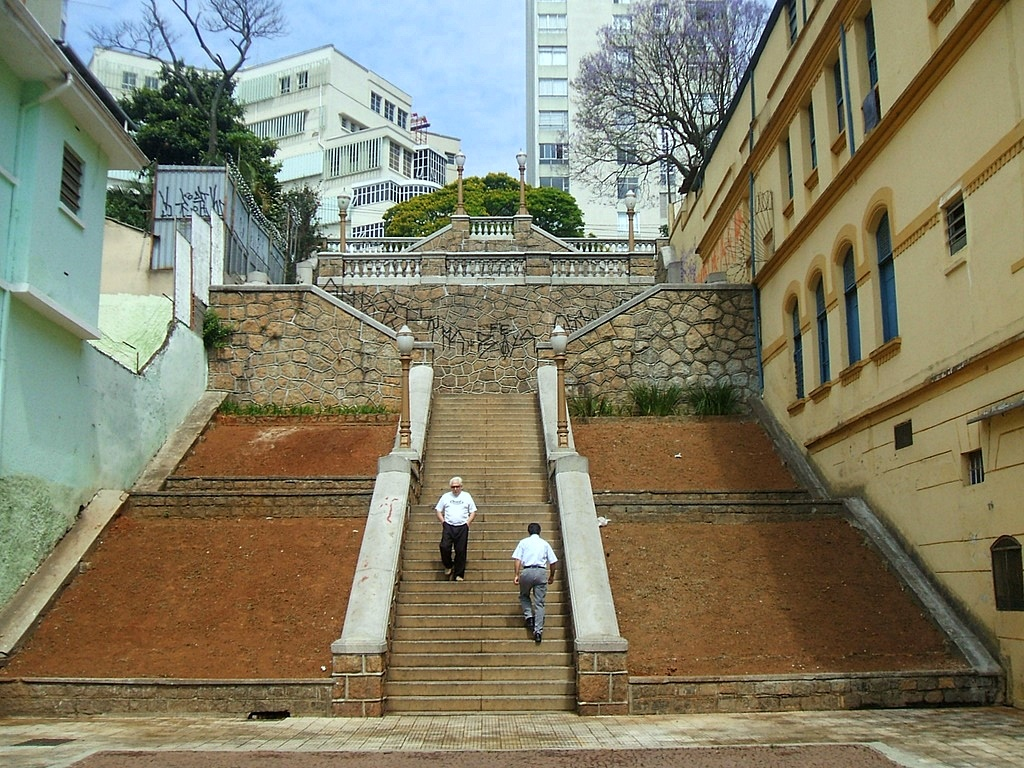
Escadaria do Bixiga, bairro que concentrava imigrantes italianos na capital paulista, no início do século XX.

Os imigrantes italianos trouxeram consigo tradições, costumes e práticas que influenciaram a cultura do estado de São Paulo. A culinária é um exemplo marcante: pratos como a polenta, o macarrão e o pão italiano começaram a fazer parte do cotidiano, especialmente nas áreas urbanas. A religiosidade italiana também deixou marcas, com a introdução de festas populares ligadas a santos católicos, como a Festa de São Vito e a de Nossa Senhora Achiropita, que se tornaram tradições em bairros como o Bixiga, na capital. A música e o teatro populares italianos, muitas vezes trazidos por trupes de imigrantes, influenciaram o entretenimento local, criando uma ponte entre as culturas.
Os imigrantes italianos foram pioneiros na criação de sociedades de mútuo socorro em São Paulo, como a Sociedade Italiana de Mútuo Socorro, fundada para ajudar os trabalhadores em casos de doença, desemprego ou morte. Essas organizações refletiam a necessidade de apoio mútuo em um contexto de exploração e precariedade. Essas associações também serviram como espaços de preservação da identidade italiana, promovendo eventos culturais e reforçando os laços comunitários entre os imigrantes.
Embora inicialmente concentrados nas lavouras de café, muitos italianos também se fizeram presentes nas cidades, especialmente na capital paulista, a partir do final do século XIX. Eles desempenharam um papel crucial no crescimento urbano e na nascente industrialização de São Paulo. Pequenos negócios, como padarias, sapatarias e oficinas, foram abertos por italianos, enquanto outros se tornaram operários nas primeiras indústrias têxteis e metalúrgicas. Bairros como Brás, Mooca e Bixiga se consolidaram como redutos italianos, marcando a geografia urbana da cidade.

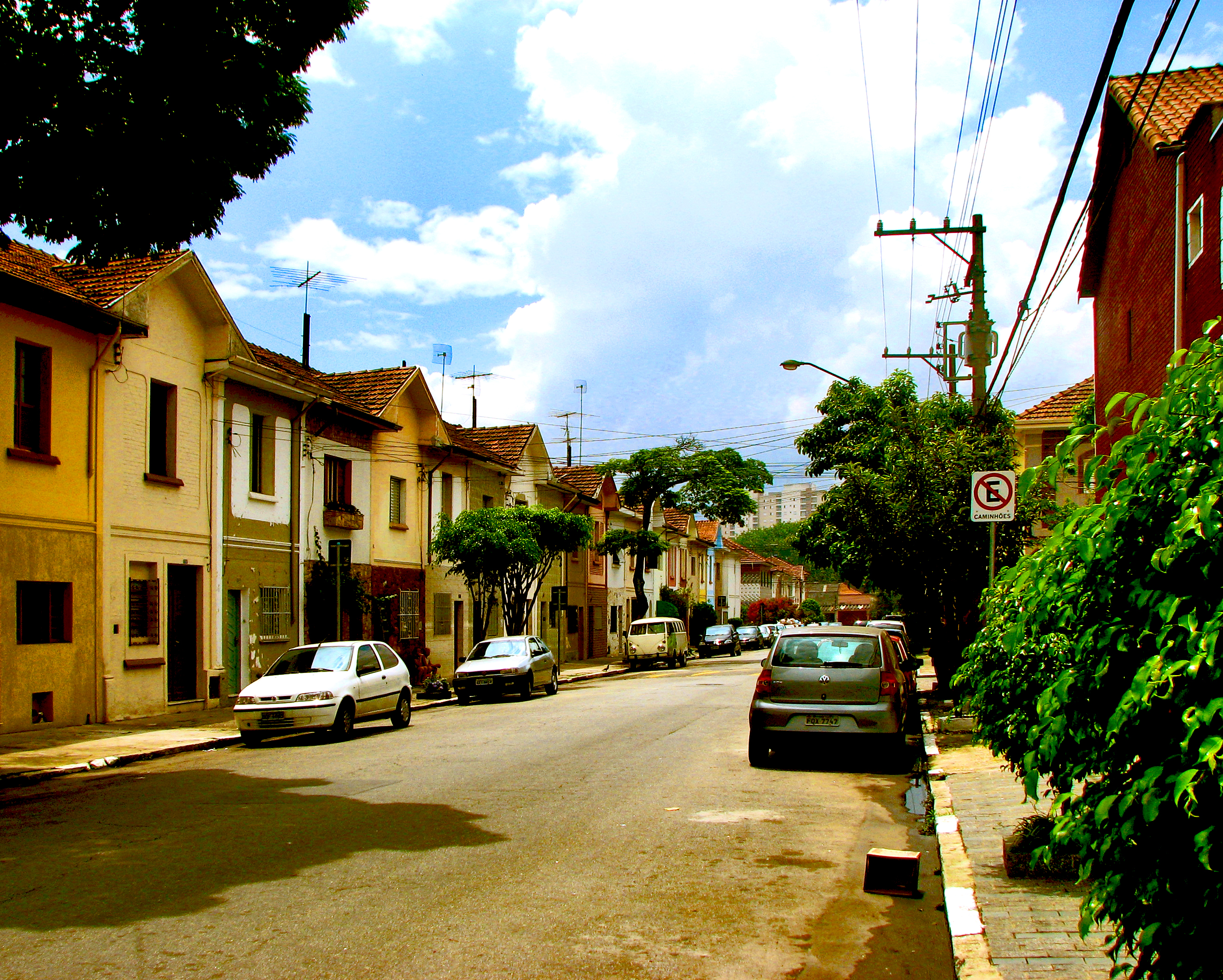
Casas antigas no bairro da Mooca, na capital paulista, região com forte presença italiana no início do século XX.

Os italianos tiveram grande importância para o fortalecimento do movimento operário em São Paulo. Muitos chegaram com experiência em lutas sociais e ideias políticas da Itália, como o socialismo e o anarquismo, que ganhavam força no final do século XIX. Eles foram protagonistas em greves e na formação de sindicatos, especialmente a partir da década de 1910. A Greve Geral de 1917, por exemplo, contou com forte participação de trabalhadores italianos ou seus descendentes, influenciando as demandas por melhores condições de trabalho.
A presença italiana em São Paulo nem sempre foi bem recebida. Ocorreram tensões com a população local, incluindo preconceitos contra os imigrantes, que eram vistos como concorrentes no mercado de trabalho ou como "estrangeiros" em uma sociedade em formação. Apesar disso, a integração gradual ocorreu, especialmente na segunda geração (os filhos dos imigrantes), que se tornaram brasileiros por nascimento e ajudaram a mesclar as identidades italiana e paulista.
O impacto dos italianos foi essencial para a construção da São Paulo moderna. Eles contribuíram para a diversificação social e econômica da região, ajudando a transformar uma sociedade agrária e escravocrata em uma mais urbana e industrializada. O "jeito italiano" de sociabilidade — marcado pela valorização da família, do trabalho e da comunidade — deixou uma herança cultural que persiste até hoje na identidade paulista.

### Idioma
No censo de 1940, dos 234.550 imigrantes italianos residentes em São Paulo, apenas 30.259, ou 12,90% do total, declararam que falavam "preferencialmente" a língua italiana em casa. Em contraste, no Rio Grande do Sul, dos 24.603 imigrantes italianos, 13.349, ou 54,26% do total, declararam falar preferencialmente o italiano. A procedência nacional era uma característica que influenciava no grau de assimilação linguística dos imigrantes. Por exemplo, no mesmo censo, 84,71% dos imigrantes japoneses declararam que falavam preferencialmente o japonês. Todavia, também pesava a questão do ambiente, e isso explica por que os italianos no Rio Grande do Sul, que viviam em comunidades isoladas, tenderam a preservar mais o idioma italiano do que aqueles em São Paulo, que estavam menos concentrados em comunidades isoladas.

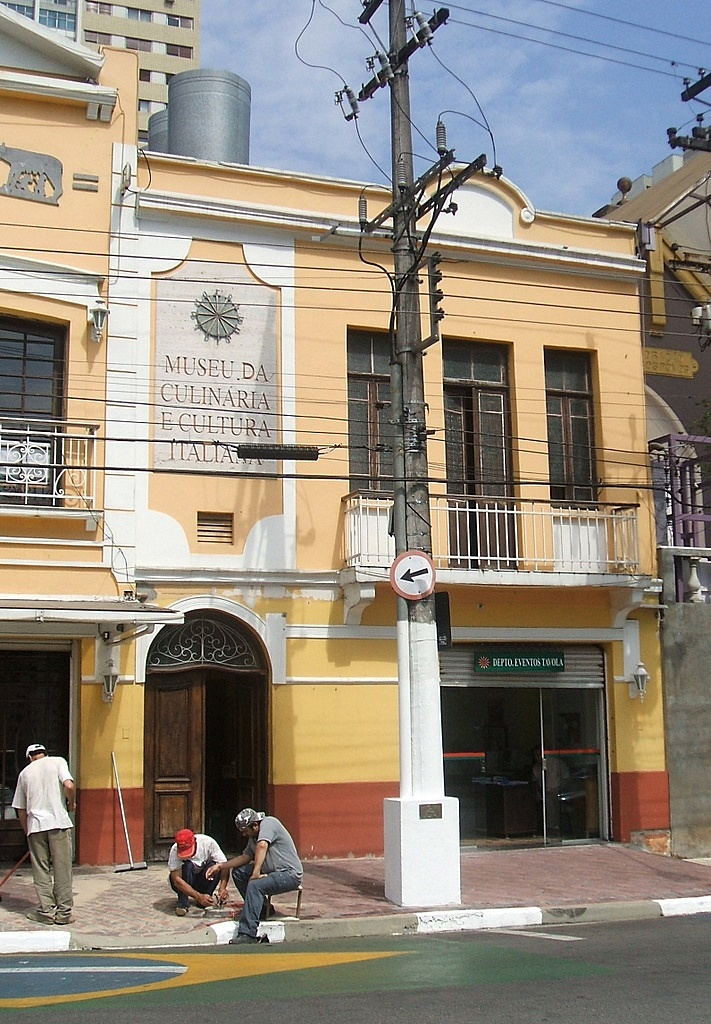
Museu da Culinária e Cultura Italiana, no bairro do Bixiga, na capital.

Estudos como o de Giorgio Mortara (1950) indicam que a primeira geração de imigrantes italianos manteve seus dialetos ou o italiano em casa e em comunidades locais. Contudo, a assimilação ao português foi acelerada na segunda geração (filhos), devido à escolarização obrigatória em português e às políticas nacionalistas do Estado Novo (1937-1945), que proibiram línguas estrangeiras em espaços públicos. Na terceira geração (netos), o italiano tornou-se raro, restringindo-se a contextos simbólicos. A proximidade linguística entre italiano e português, ambos línguas latinas, facilitou essa transição, diferentemente de grupos como alemães ou japoneses, que preservaram suas línguas por mais tempo em comunidades isoladas.
O termo "dialeto ítalo-paulistano" ganhou notoriedade nos estudos sobre a imigração italiana, mas sua definição é controversa. Popularizado por meio da obra do escritor satírico Juó Bananére (Alexandre Marcondes Machado), ele designa uma linguagem macarrônica – uma mistura estilizada de português e italiano – presente em poemas e crônicas publicadas em revistas como O Pirralho (1912-1917). Cenni, baseando-se em Ivan Silva (O Linguajar Paulistano, 1941), chama isso de "língua ítalo-brasileira", destacando sua especificidade paulistana, distinta do interior rural.
Pesquisas recentes questionam se o "dialeto ítalo-paulistano" reflete o falar real dos imigrantes ou é uma construção literária. Enquanto Cenni o vê como um registro documental, críticos como Otto Maria Carpeaux o consideram uma "mistura intencional" para fins parodísticos. Memorialistas como Jacob Penteado e Zélia Gattai associam o macarrônico a tipos sociais específicos (ex.: meridionais, populares), sugerindo que o termo demarcava uma alteridade, não um traço geral dos ítalo-paulistanos. A ausência de registros orais diretos dificulta confirmar sua representatividade.
Embora o italiano como língua viva tenha praticamente desaparecido entre os descendentes de italianos em São Paulo, sua herança persiste em tradições culturais (festas como a de Nossa Senhora Achiropita), na culinária e em expressões do português paulistano. O "dialeto ítalo-paulistano", mais que um fenômeno linguístico documentado, reflete uma construção identitária que mescla memória, sátira e generalização, consolidando a imagem do italiano como um "tipo popular" na história de São Paulo.